# Perzsaszőnyeg

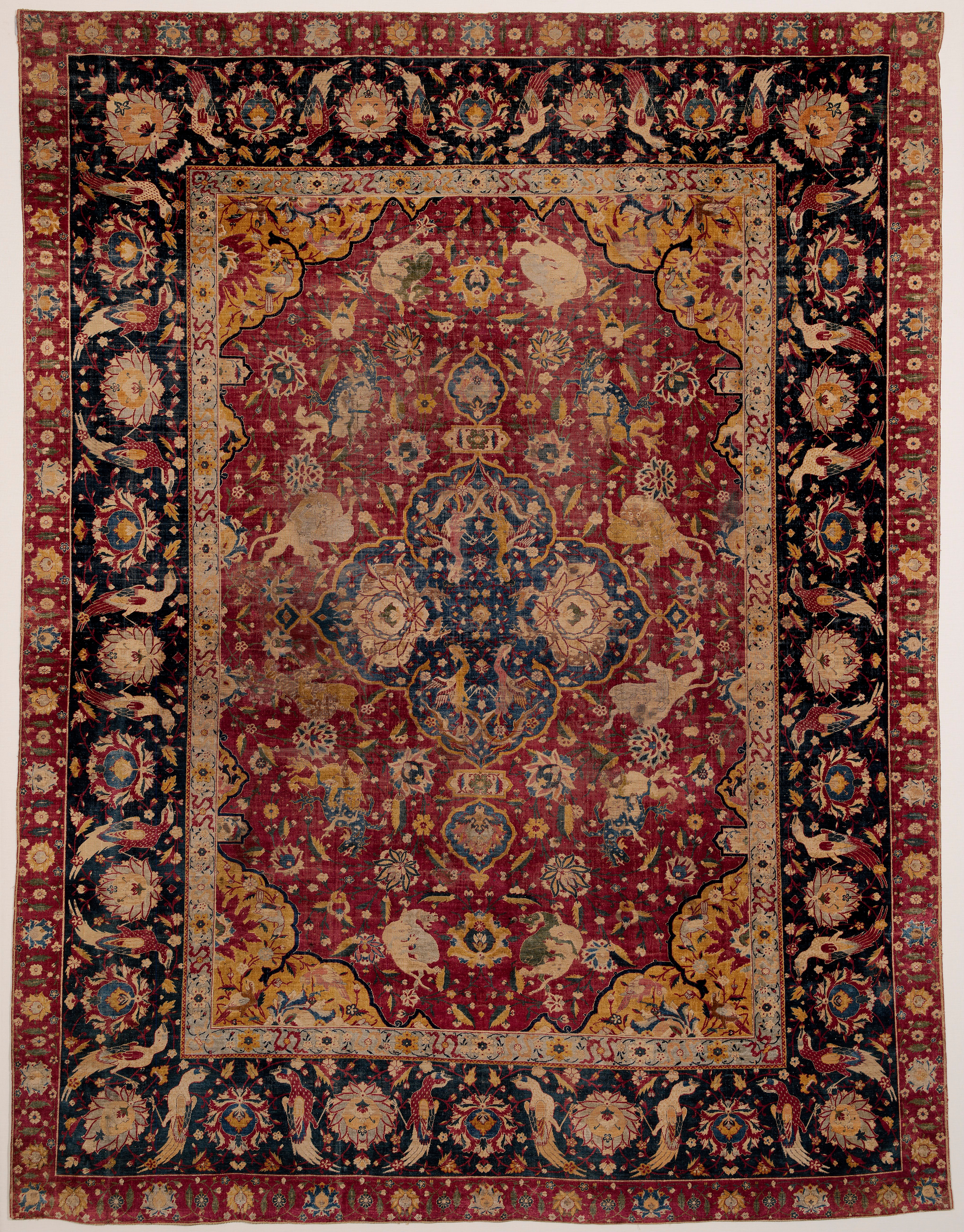
Kásáni szőnyeg

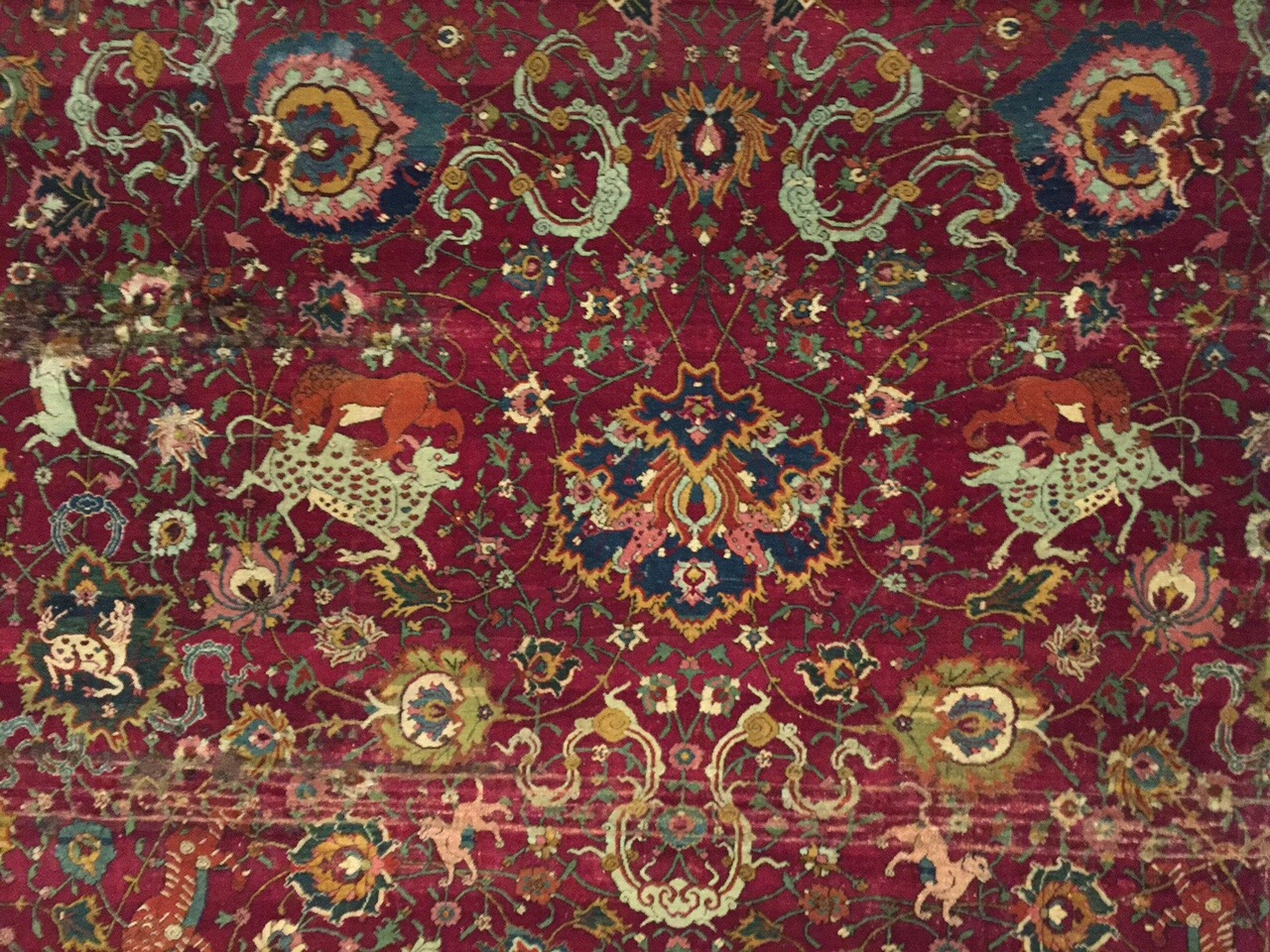
Perzsa szőnyegkárpit a hamburgi múzeumból

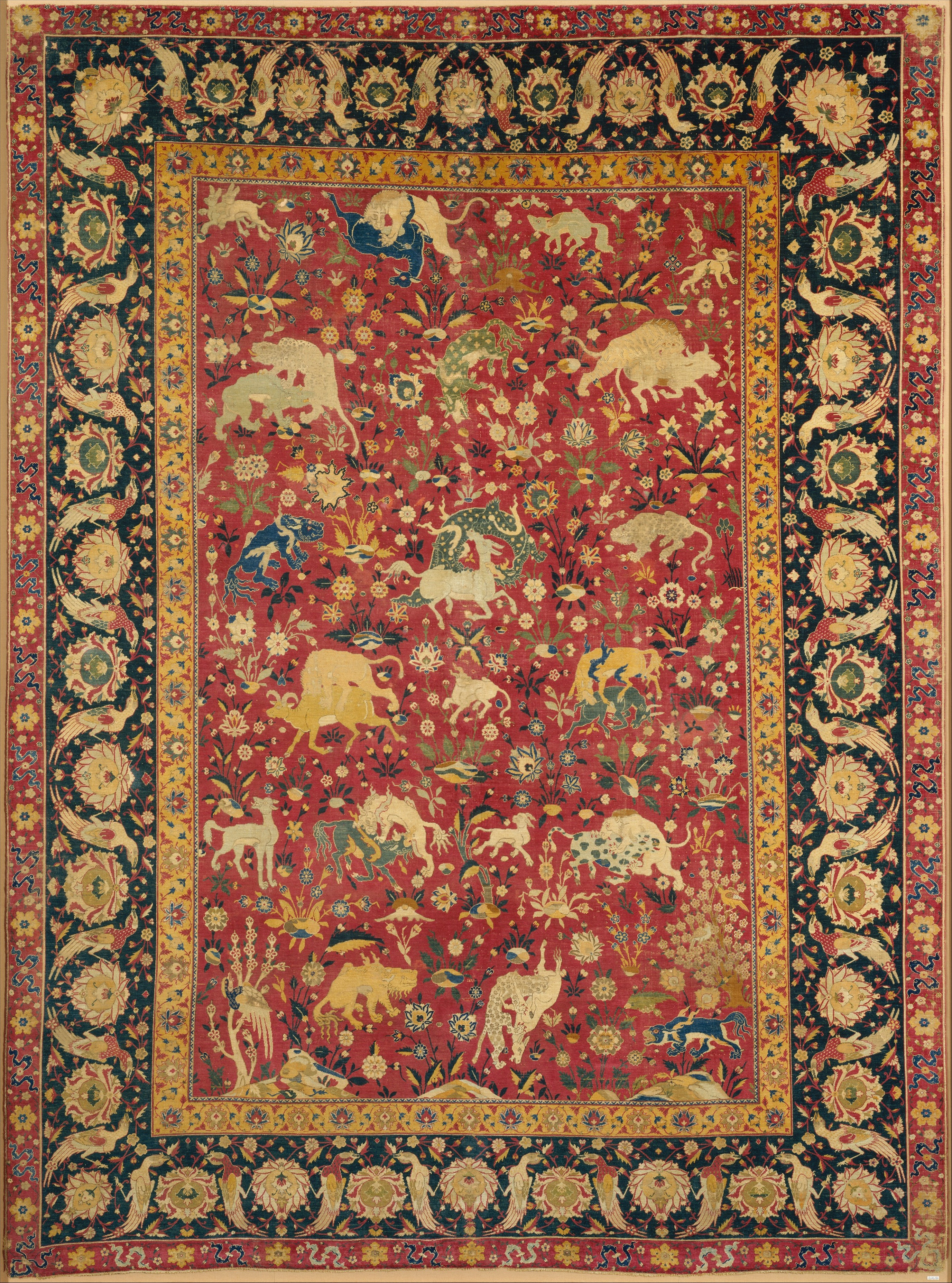
Perzsa szőnyeg a Metropolitan múzeumból

A Perzsa szőnyeg vagy iráni szőnyeg készítése mintegy 5000 éves kultúrára vezethető vissza. A szőnyegkészítés, mint a nomád törzsek művészete Ázsia, a Kaukázus és Azerbajdzsán területén már i.e. 2000-ben létezett és a különböző népcsoportok körében nagyjából egy időben terjedt el. 
A főleg Iránban, a történelmi Perzsiában, többféle célra készített nehéz textilt helyi használatra és exportra is gyártották. 
A szőnyegszövést máig a perzsa kultúra és az iráni művészet elengedhetetlen részeként tartják számon. A keleti szőnyegek csoportján belül a perzsa szőnyeg sokrétű kialakításának változatosságával és kidolgozottságával tűnik ki.
Eleinte a nomád törzsek között terjedt el a szőnyegszövés művészete, mely a mindennapi használatra korlátozódott; a szőnyegek készítésére egyéni mintákat, a törzsi életből vett motívumokat, díszítő elemeket használtak. Szőnyegeik egyszerű technikával készültek és használati tárgyként funkcionáltak, melyek többnyire tarisznyák, takarók, kényelmet szolgáló eszközök voltak. Bonyolult motívum világú, csomózott technikával készült szőnyegeikhez kész, előre tervezett mintákat használtak, majd később ezeket eladásra is készítették. Szőnyegeik alapanyag tiszta gyapjú volt. 
A nomád törzsek a falusi és városi műhelyekben és a királyi udvar manufaktúráiban a különböző típusú perzsaszőnyegeket és szőnyegeket párhuzamosan szőtték. E szőnyegek különféle, egyidejű hagyományokat képviselnek, tükrözve Irán történelmét, a perzsa kultúrát és a különböző népeket. Már a tizenhatodik században híresek voltak Iszfahán szafavida udvari manufaktúráiban szőtt szőnyegek, kifinomult színeikkel és művészi formatervezésükkel, ezeket ma világszerte múzeumokban és magángyűjteményekben őrizik. Mintáik művészi hagyományt teremtettek az udvari manufaktúrák számára is, amelyeket a Perzsa Birodalom teljes ideje alatt, egészen Irán utolsó királyi dinasztiájáig életben tartottak.
A városi szőnyegek készítési módja bonyolultabb, organikus minták kerültek rájuk, amelyek a nomád elnagyolt elemektől alapvetően eltértek. Színeikben a sötét árnyalatok voltak jellemzők, a tűzvörös, fekete, sötétkék. Ezzel ellentétben az egyszerű mintavilág Siros, Meshed és Türkmenisztán környékét jellemezte, Tebrizben a pamut és a selyem kombinációi, Kum városában pedig a tiszta selyem volt használatos. A kezdetben egyszerűbb minták jelenetekkel bővültek, a szőnyegeken vadász- és más történetek elevenedtek meg. 
A városok és regionális központok, így például Tebriz, Kermán, Kásán, Iszfahán szőnyegeit sajátos szövési technikák, valamint kiváló minőségű anyagok, színek és minták jellemzik. A szőnyegszövés hagyományának újjáélesztésében a Tabrizihoz hasonló városi manufaktúrák fontos történelmi szerepet játszottak a hanyatlás időszakai után. Az iráni falvak és különböző törzsek szőnyegei kitűnnek finom gyapjújukkal, élénk és kidolgozott színükkel, valamint sajátos, hagyományos mintáikkal. Szemben a nagyobb munkahelyek művészi, előre megtervezett szőnyegeivel a nomád és kis falusi takácsok gyakran készítenek merészebb, olykor durvább mintájú szőnyegeket is, amelyeket Perzsia legautentikusabb és leghagyományosabb szőnyegeinek tartanak. E hagyomány legismertebb szőnyegtipusai a Gabbeh szőnyegek.
Az elmúlt évtizedek politikai zavargásai és a kereskedelmi nyomás következtében a szőnyegszövésben hanyatlás mutatkozott, különösen a szintetikus színezékek bevezetésétől a 19. század második felében. A modern Irán gazdaságában azonban a szőnyegszövés még mindig kritikus szerepet játszik. A modern termelés jellemzője a hagyományos, természetes festékekkel való festés újjáélesztése, a hagyományos törzsi minták újrahonosítása, de a modern, évszázados technikával szőtt minták feltalálása is. A kézzel szőtt perzsa szőnyegeket már az ókori görög írók is említették, és már első említésük óta nagy művészi, haszonelvű és tekintélyes tárgyaknak tekintik.
Azerbajdzsán területe is állandóan a különböző nagyhatalmak harci ütközőpontja volt. A 16. század végétől pedig a Kaukázus a perzsák uralma alatt volt, így a szőnyegszövés művészetében is kézenfekvő lett a perzsa hatás. A perzsaszőnyeg máig fogalom, de mindig aranyárban mért értéknek számított. 
A perzsaszőnyeg értékét készítési technikája és művészete adja, vagyis a szőnyegbe bedolgozott csomók száma adja az értékét: egy-egy szőnyeg négyzetméterenként 90 ezertől másfél millió csomóig is terjedhet, attól függően, hogy az alapanyaga selyem e vagy gyapjú, vagyis a perzsaszőnyeg értékét anyagának összetétele, csomóinak száma, a szőnyeg mérete és mintája határozza meg. A dupla csomózású technika révén olyan tartós szőnyegek is készülnek, amelyek több generációt is kiszolgálnak. A perzsaszőnyeg értékéből akkor sem veszít, ha használt, vagy megkopott, ellenkezőleg, minél régebbi, annál többet ér. Érdekességnek számít, hogy a világ legnagyobb perzsaszőnyege kétezer négyzetméteres és Iránban, egy arab sejk megrendelésére egy mecset számára készült. Negyvenöt tonna súlyával bekerült a Guinness rekordok közé is. 
A perzsaszőnyegek rendkívül gazdag a mintázata és színezete is. A színeknek szimbolikus jelentésük is van: az uralkodó kék szín a levegőt és az örökkévalóságot jelképezi. A mélytüzű és lágy színkeverékeknek különleges tulajdonsága is van: a szőnyegek szálirányain megtörő fény például valóságos színjátékot produkálva, érdekes színváltoztatásokra képes.

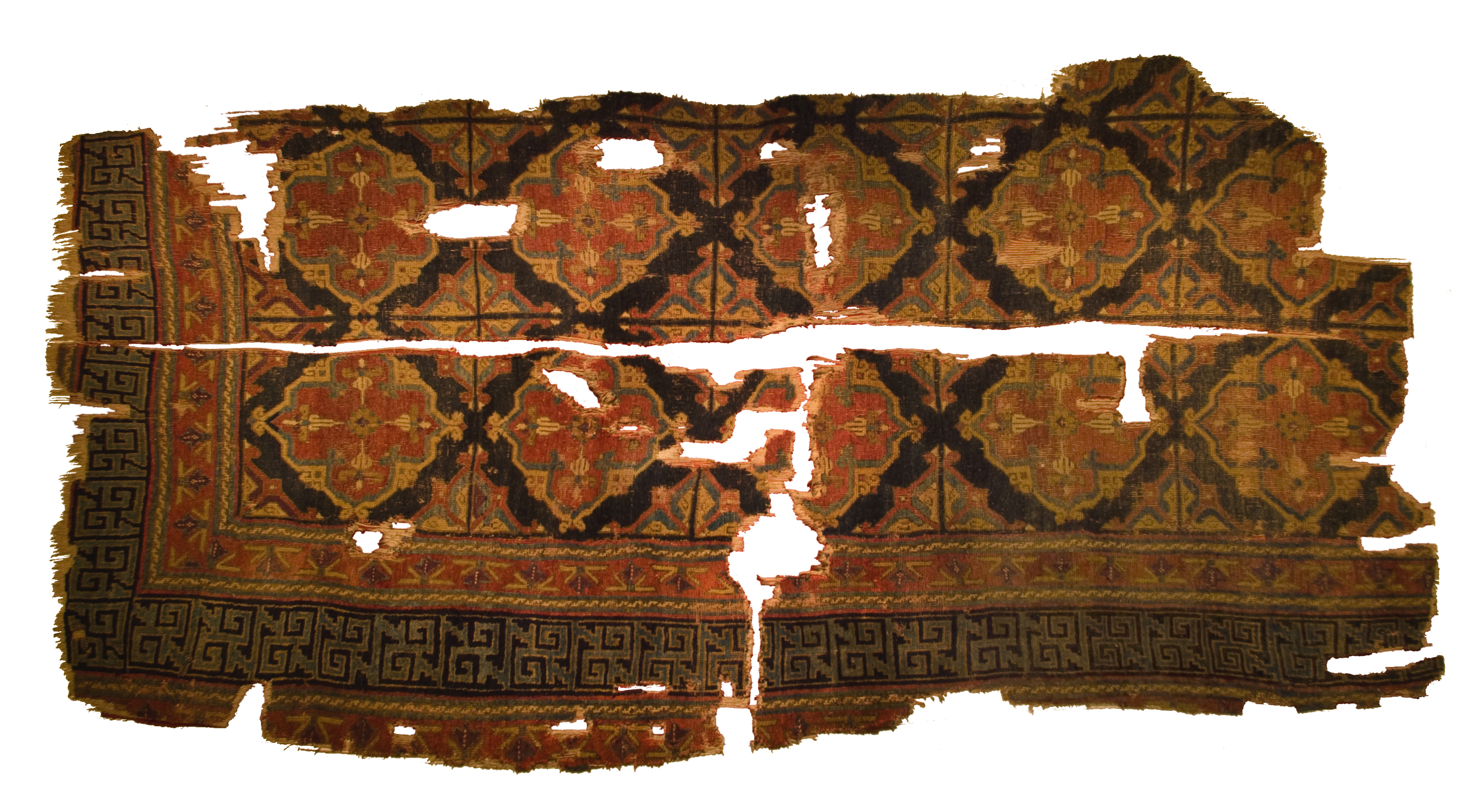
Szőnyegmaradvány a Konyai Néprajzi Múzeumból

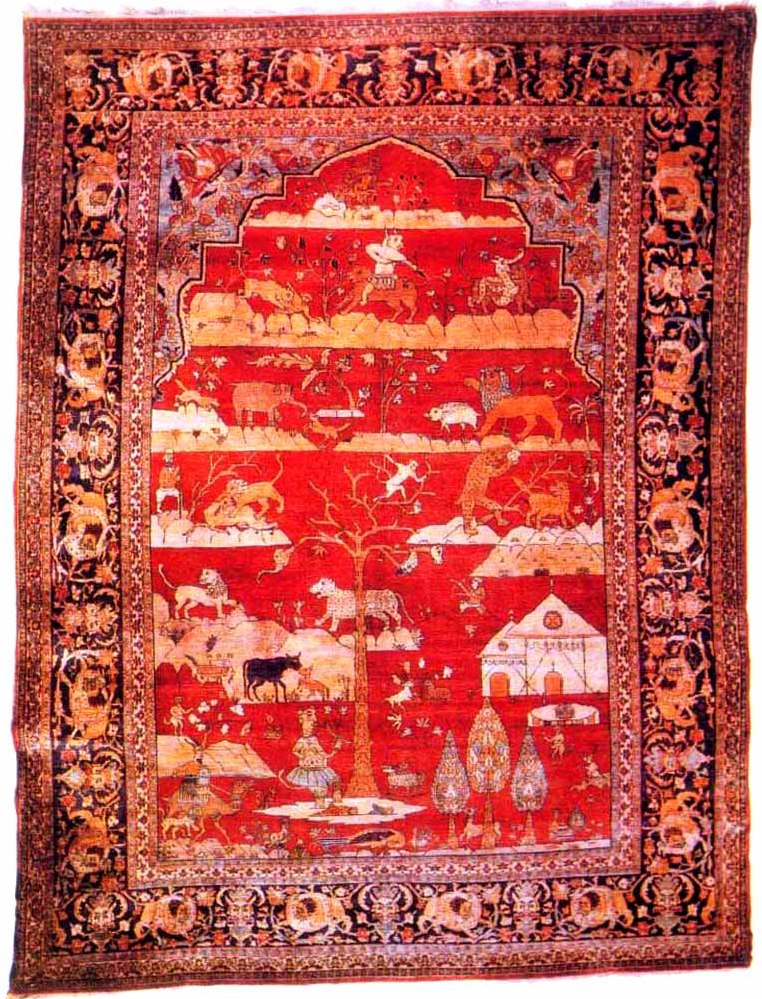
Azeri Vaq-vaq szőnyeg az iráni Azerbajdzsánból, Herizből. XVI század

Bár a "perzsa szőnyeg" kifejezés leggyakrabban a bolyhos szövésű textíliákra utal, de az olyan szőnyegek is mint amilyen Kilim, Soumak és a hímzett szövetek, valamint a Suzani részét képezik a perzsa szőnyegszövés gazdag és sokrétű hagyományának.
2010-ben az UNESCO szellemi kulturális örökségének listájára felkerültek Fársz tartomány és Kásán "hagyományos szőnyegszövési készségei" is.

## A szőnyegszövés története
A szőnyegszövés kezdete ismeretlen, mivel különböző okok; rovarrágás, sérülések miatt kezdeti példányai nem maradtak fenn. A szövött szőnyegek valószínűleg korábbi padlóburkolatokból, filcből vagy a "lapos szövés" néven ismert technikából fejlődtek ki. A lapos szövésű szőnyegek úgy készülnek, hogy a szövés lánc- és vetülékszálait szorosan összefonják, így lapos felületet kapnak. A szőnyegszövés technikája tovább fejlődött a hurkos szövésként ismert technikává. A hurokszövés úgy történik, hogy a vetülékszálakat egy mérőrúdra húzzák, így a takács felé néző fonalhurkokat hoznak létre. Ezután a rudat vagy eltávolítják, a hurkokat zárva hagyva, vagy a hurkokat átvágják a védőrúdon, ezáltal egy valódi bolyhos szőnyeghez nagyon hasonló szőnyeg alakul ki. A kézzel szőtt bolyhos szőnyegeket úgy állítják elő, hogy a cérnákat külön-külön csomózzák a láncokba, és minden egyes csomó után elvágják a cérnát.

## A Pazyryk szőnyeg: a legkorábbi bolyhos szövésű szőnyeg

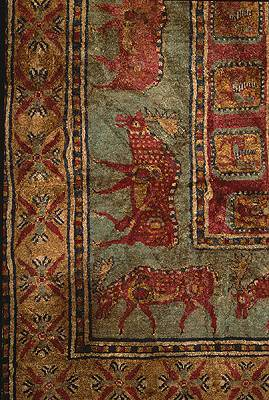
Paziriki szőnyeg

A Pazirik-szőnyeg, mely valamikor Kr.e. 400 körül készülhetett, ma az Ermitázs múzeumban van kiállítva. A Pazirik szőnyeget 1949-ben ásták ki egy szkíta nemes sírjából a szibériai Altaj-hegység Pazirik-völgyében. A Szénizotópos kormeghatározás kimutatta, hogy a szőnyeget az ie. 5. században szőtték. A szőnyeg mérete 183 × 200 centiméter, cm2-enként 36 szimmetrikus csomóval. A Pazirik szőnyegen használt fejlett technika a szövés fejlődésének és tapasztalatának hosszú történetét jelzi. A világ legrégebbi ismert szőnyegének tartják. Középső mezője mélyvörös színű, melyet két ellentétes irányba haladó állatfríz szegély csíkok kísérnek. A belső fő szegély szarvasok felvonulását, a külső lovas férfiakat és lovakat vezető férfiakat ábrázol. A lovak nyeregterítői különböző mintázatúak. A belső mezőben 4 × 6 egyforma négyzet alakú keret található, sorokba rendezve, piros alapon, mindegyiket egyforma, csillag alakú díszek töltik ki, amelyeket középen egymást átfedő x és kereszt alakú minták alkotnak. A szőnyeg dizájnja már a szokásos keleti szőnyegkialakítás alapelrendezését mutatja.
A Pazirik (Pazyryk)-szőnyeg felfedező Szergej Rudenko régész azt feltételezte, hogy a szőnyeg a kortárs Achaemenidák terméke lehetett, azonban az továbbra is vita tárgyát képezi, hogy abban a régióban állították e elő, ahol megtalálták, vagy az achaemenidák gyártási terméke. Finom szövése és kidolgozott képi kialakítása a gyártás idején a szőnyegszövés legfejlettebb szintjére utal.

## Korai szőnyegkészítés emlékei

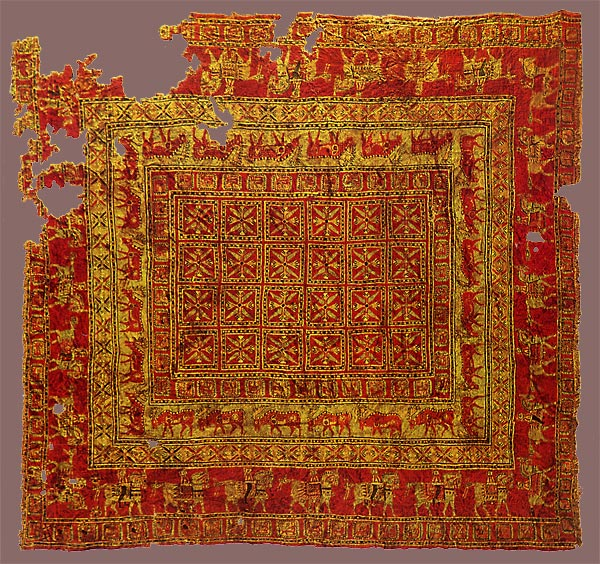
Szőnyegkárpit maradvány Pazirikből

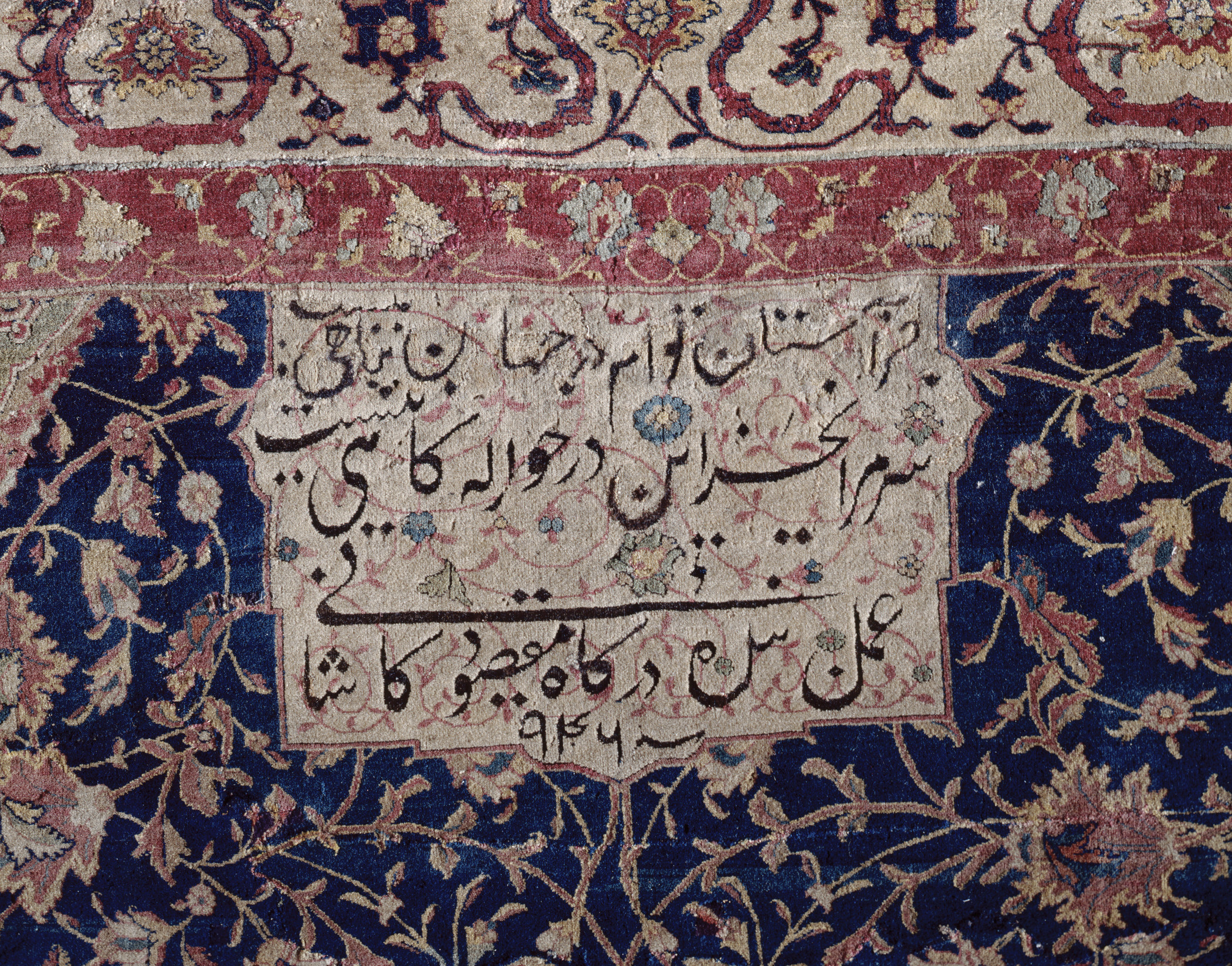
Ardabil szőnyegkárpit

Vannak dokumentált feljegyzések az ókori görögök által használt szőnyegekről. Homérosz, akiről azt feltételezik, hogy Kr.e. 850 körül élt, művében, az Iliász XVII. 350-ben írta, hogy Patroklos testét "pompás szőnyeg" borítja. Az Odüsszeia VII. és X. könyvében ugyancsak „szőnyegek” szerepelnek. Idősebb Plinius is írta (VIII. sz., 48), hogy a szőnyegeket ("polymita") Alexandriában találták fel. Mivel a görög és latin szövegek nem tartalmaznak részletes technikai információkat, az
nem ismert, hogy lapos vagy bolyhos szövésű szőnyegekről van-e szó.
Legalább az i.sz. negyedik vagy ötödik századból származó lapos szőtt kilimeket Turfanban, Hotan prefektúrában, Kelet-Turkesztánban, Kínában találtak, egy olyan területen, ahol ma is szőnyegeket gyártanak. A Lop-nór sivatag területén is előkerültek szőnyegtöredékek, melyek szimmetrikus csomókban vannak szőve, minden csomósor után 5-7 átszőtt vetülék, csíkos kivitelben, változatos színekben. Ezek jelenleg a londoni Victoria és Albert Múzeumban vannak. Más, szimmetrikus és aszimmetrikus csomókkal szőtt töredékeket a szíriai Dura-Európoszban és az iraki At-Tar barlangokban találtak, ezek az i.sz. első századaira datálhatók.
Ezek a ritka leletek azt mutatják, hogy a festés és a szőnyegszövés valamennyi készsége és technikája már ismert volt Nyugat-Ázsiában az i.sz. első század előtt.

## Korai történelem: Kr.e. 500 körül – i.sz. 200
A perzsa szőnyegeket Kr.e. 400 körül említette először a görög író, Xenophón "Anabasis" című könyvében, ezután a dardániai Timasiont kereste fel, mivel hallotta, hogy van nála néhány perzsa ivópohár és szőnyeg.
Xenophon a perzsa szőnyegeket értékeseknek, és érdemeseknek tartotta arra, hogy azokat diplomáciai ajándékként is használják. Nem ismert, hogy ezek a szőnyegek bolyhos szövésűek, vagy más technikával, például laposszövéssel vagy hímzéssel készültek, de érdekes, hogy a világirodalomban a perzsa szőnyegekre való legelső utalás már a luxus kontextusába helyezi őket. 
Az akhaimen (i. e. 553–330), a szeleukida (i. e. 312–129) és a pártus (kb. i. e. 170–226) királyok idejéből nem maradt fenn perzsa szőnyeg.

## A Szászánida Birodalom: 224–651
A Pártus Birodalmat követő Szászánida Birodalmat a szomszédos Bizánci Birodalom mellett kora egyik vezető hatalmának ismerték el több mint 400 évig. A Szászánidák nagyjából az akhaimenidák által meghatározott határokon belül alapították meg birodalmukat, a fővárosukkal Ktésziphónnal. Ez az utolsó perzsa dinasztia az iszlám érkezése előtt felvette a Zoroasztrizmust államvallássá.

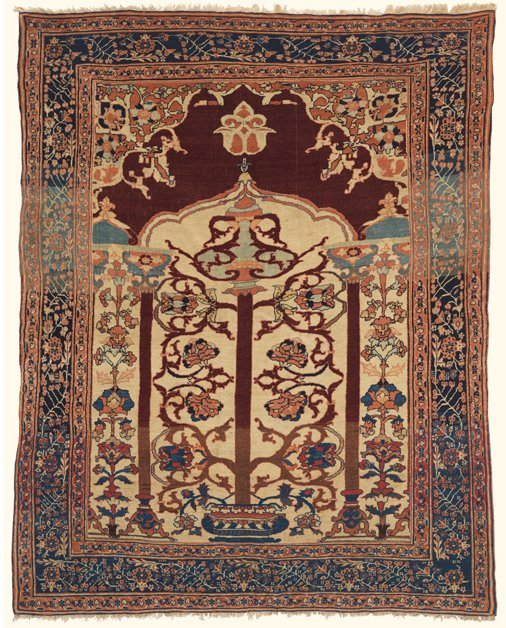
Perzsa Dorasht szőnyeg a 17. századból

Azt, hogy a perzsák pontosan mikor és hogyan kezdték el a bolyhos szőnyegek szövését, jelenleg nem ismert, de a szőnyegszövés és a padlóburkolatok megfelelő kialakításának ismerete minden bizonnyal a Bizáncot, Anatóliát és Perzsiát lefedő területen, a Bizánc és Perzsia között fekvő Anatóliában már biztosan meg volt.
A területet 133 óta a Római Birodalom uralta. Földrajzilag és politikailag, a szövetségek és a hadviselés, valamint a kereskedelem változásával Anatólia összekapcsolta Kelet-Rómát a Perzsa Birodalommal. Művészeti szempontból mindkét birodalom hasonló stílusokat és dekoratív szókincset alakított ki, amint azt a római Antiochia mozaikjai és építészete jól példáznak. A Jan van Eyck "Paele Madonna" c. festményén látható török szőnyegminta késő római eredetre vezethető vissza, és a korai iszlám padlómozaikokhoz kapcsolódik, amelyeket Khirbat al-Mafjar Omajjád palotájában találtak.
A laposszövést és a hímzést a szászánida már korszakban ismerték. A kidolgozott szászánida selyemtextíliák jól megőrződtek az európai templomokban, ahol ereklyék burkolataként használták őket, és megmaradtak az egyházi kincstárban is. Több ilyen textíliát őriztek meg tibeti kolostorokban, és a kínai kulturális forradalom idején Nepálba menekülő szerzetesek vitték el őket, vagy olyan temetkezési helyekről ásták ki, mint Asztana, a Selyemúton, Turpan közelében. A perzsa takácsok által elért magas művészi színvonalat jól példázza Al-Tabari történész jelentése a Khosrow tavaszi szőnyegről, amelyet Ktésziphón arab hódítói zsákmányoltak i.sz. 637-ben. 
Az északkelet-afganisztáni lelethelyekről származó bolyhos szőnyegtöredékeket, amelyek állítólag Samangan tartományból származnak, a második század fordulójától a korai szászánida időszakig terjedő idkre keltezték. Ezekmek a töredékeknek egy része állatábrázolást, például szarvasábrázolást (néha körmenetbe rendezve, a Pazirik szőnyegét idézve), vagy egy szárnyas mitikus lényt mutat be. Ezek a töredékek jelenleg a kuvaiti Dar al-Athar al-Islamiyyah Al-Sabah gyűjteményében találhatók.
A szőnyegmaradványok, bár megbízhatóan a korai szászánida időkre datálhatók, úgy tűnik, nem rokonok az arab hódítók által leírt pompás udvari szőnyegekkel. Ezeket a durván kidolgozott állat- és vadászábrázolásokkal díszített szőnyegeket valószínűleg nomád emberek szőtték.

## Az iszlám és a kalifátusok megjelenése: 651–1258

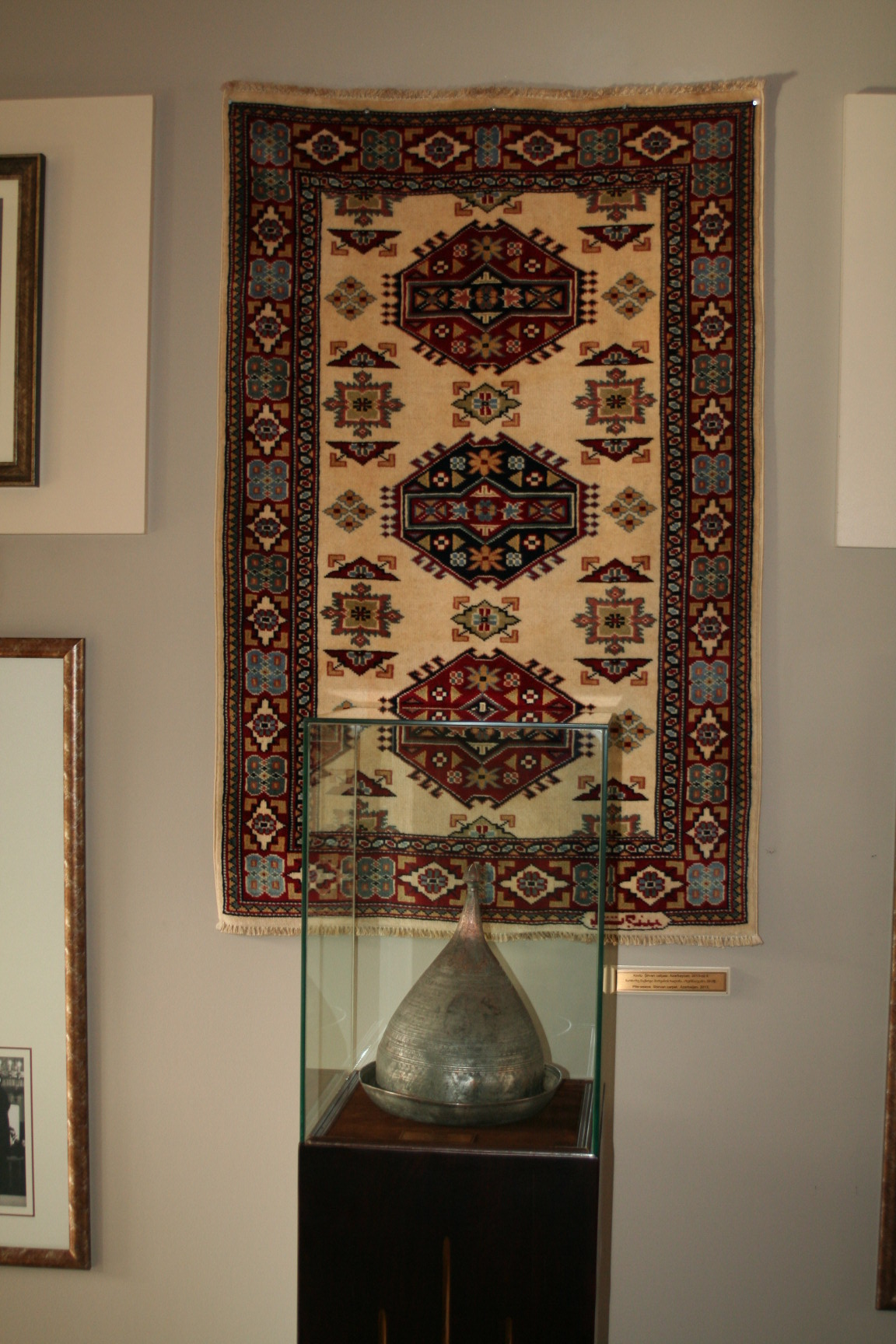
Azerbajdzsáni szőnyeg a tbiliszi múzeumban

Perzsia muszlimok által való meghódítása a Szászánida Birodalom végéhez vezetett 651-ben, és a zoroasztriánus vallás végső hanyatlásához Perzsiában. Perzsia a muszlim kalifátusok által uralt iszlám világ részévé vált.
A Perzsiába látogató arab földrajztudósok és történészek most először tesznek utalást a padlószőnyegek használatára. A Hudud al-'Alam ismeretlen szerzőjének állítása szerint Fārsban szőnyegeket szőttek. 100 évvel később Al-Muqaddasi a Qaināt szőnyegeire utal. Yaqut al-Hamawi is említést tett arról, hogy a tizenharmadik században Azerbajdzsánban szőnyegeket szőttek. A nagy arab utazó, Ibn Battúta pedig megemlítette, hogy zöld szőnyeget terítettek le előtte, amikor meglátogatta az idheji Bahthiari atabeg téli negyedét. Ezek az utalások arra vonatkoztak, hogy a szőnyegszövés Perzsiában a kalifátus alatt törzsi vagy vidéki iparág volt.
A kalifák Perzsia feletti uralma véget ért, amikor 1258-ban Bagdad ostromával a Mongol Birodalom Hulagu kán vezetésével megdöntötte az Abbászida kalifátust. Az Abbászida uralkodók sora 1261-ben Kairóban, a mameluk fővárosban telepedett le. A dinasztia, bár nem rendelkezett politikai hatalommal, vallási kérdésekben továbbra is tekintélyt képviselt egészen 1517-ig, Egyiptom oszmán hódításáig. A kairói Mameluk-dinasztia alatt nagy szőnyegeket gyártottak, amelyeket "mamluk szőnyegeknek" neveztek.

## Szeldzsuk invázió és török-perzsa hagyomány: 1040–1118

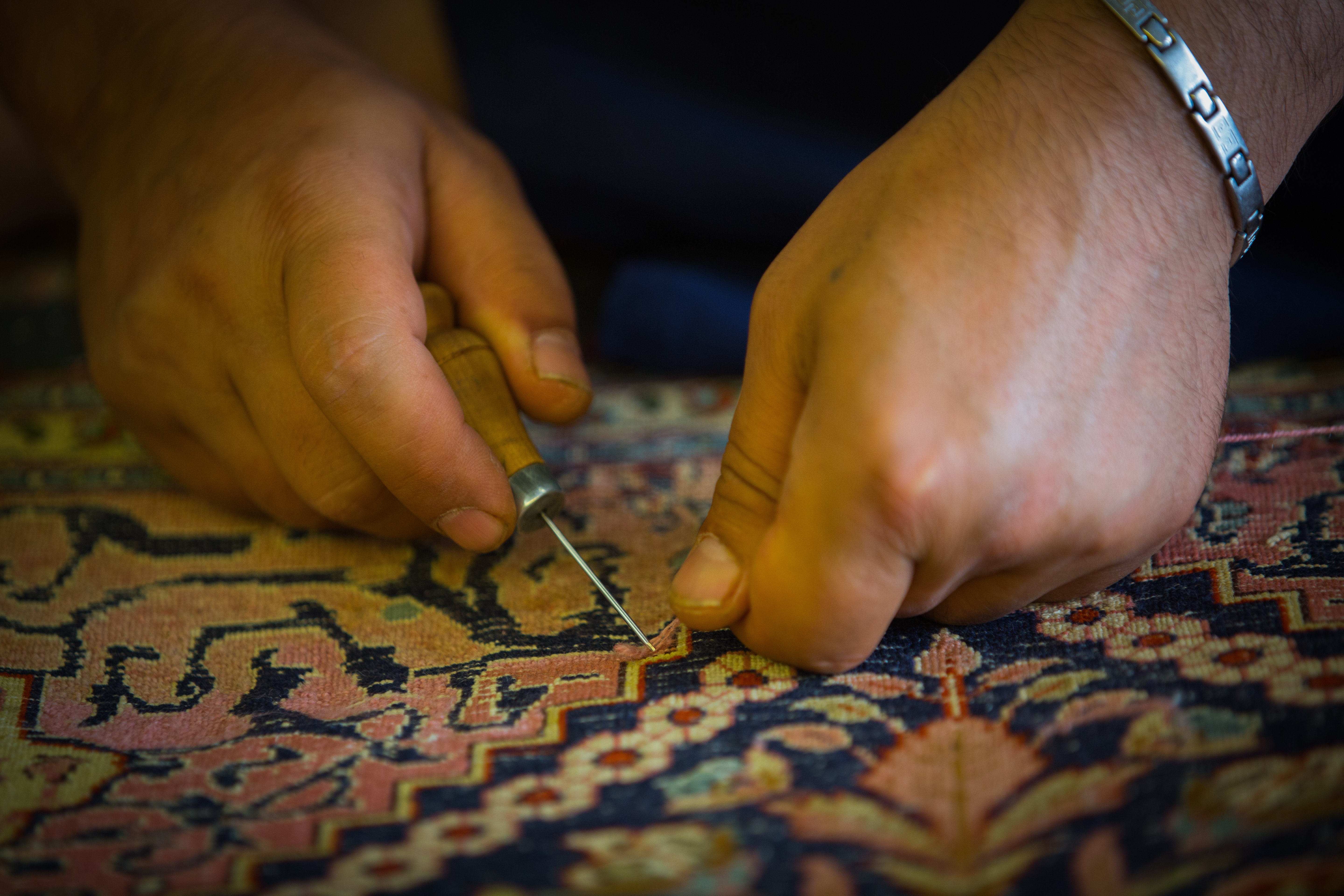
Szőnyegrestaurátor munka közben

Legkésőbb az anatóliai és északnyugat-perzsa szeldzsuk inváziók kezdetétől sajátos török-perzsa hagyomány alakult ki. Szőtt szőnyegmaradványokat találtak a törökországi Konya városában az Alâeddin mecsetben és a beysehiri Eşrefoğlu mecsetben, melyeket az anatóliai szeldzsuk korszakra (1243–1302) kelteztek.
További töredékeket találtak Fostatban, amely ma Kairó egyik elővárosa. Ezek a maradványok legalább képet adnak arról, hogyan nézhettek ki a szeldzsuk szőnyegek. Az egyiptomi leletek az exportkereskedelemre is bizonyítékot szolgáltatnak. Hogy ezek a szőnyegek befolyásolták-e és hogyan befolyásolták a perzsa szőnyegszövést, az továbbra is ismeretlen, mivel ebből az időszakból nem ismertek külön perzsa szőnyegek, vagy nem tudjuk azonosítani őket. Nyugati tudósok azt feltételezték, hogy a szeldzsukok legalábbis új tervezési hagyományokat vezettek be Perzsiába, ahol a képzett kézművesek és iparosok új ötleteket építhettek be régi hagyományaikba.

## A Mongol Ilkhanátus (1256–1335) és a Timurid Birodalom (1370–1507)
A mongolok 1219 és 1221 között lerohanták Perzsiát. 1260 után az "ilkán" címet Hulagu kán leszármazottai és később más perzsa bordzsigin hercegek viselték. A tizenharmadik század végén Ghazan kán új fővárost épített Shãmban, Tabriz közelében, elrendelve, hogy lakóhelye padlóját szőnyeggel vonják be.
Ilkhan Abu Said Bahatur 1335-ben bekövetkezett halálával a mongol uralom megingott, és Perzsia politikai anarchiába esett. 1381-ben Timur megtámadta Iránt, és a Timurida Birodalom megalapítója lett. Utódai, a timuridák megtartották Irán nagy részét, mígnem 1468-ban alá kellett vetniük magukat az Uzun Hasszán vezette „Fehér Bárány” türkmén konföderációnak; Uzun Hasszán és utódai egészen a szafavidák felemelkedéséig Irán urai voltak.
1463-ban a velencei szenátus az 1463–1479 közötti oszmán–velencei háborúban szövetségeseket keresve diplomáciai kapcsolatokat létesített a tabrizi Uzun Hassans udvarral. 1473-ban Giosafat Barbarót Tebrizbe küldték. A velencei szenátusnak írt jelentéseiben nem egyszer említette a palotában látott pompás szőnyegeket, leírása szerint egy részük selyemből készült.

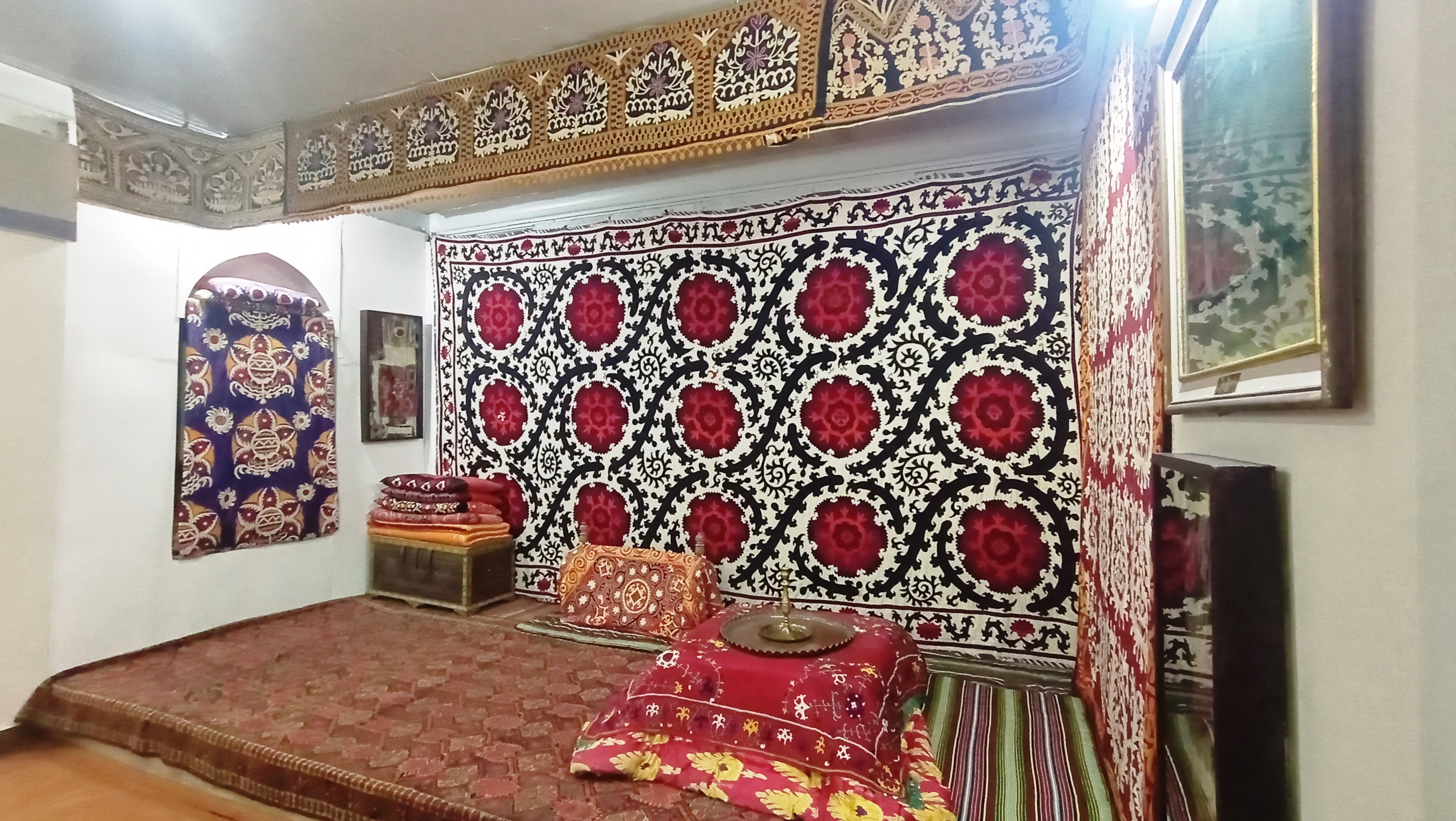
Szőnyegek és kárpitok a szamarkandi múzeumban

1403-2005 között Ruy González de Clavijo III. Henrik nagykövete járt Timurnak, a Timurida Birodalom alapítójának és uralkodójának udvarában. Leírta, hogy Timur szamarkandi palotájában "mindenhol szőnyegek és nádszőnyeg borították a padlót". A Timurida korabeli miniatúrák geometriai mintázatú szőnyegeket, nyolcszögekből és csillagokból álló sorokat, csomóformákat és néha kufic írásból származó szegélyeket mutatnak be. Az i.sz. 1500 előtt szőtt szőnyegek egyike sem maradt fenn.

## A Szafavidák időszaka (1501–1732)

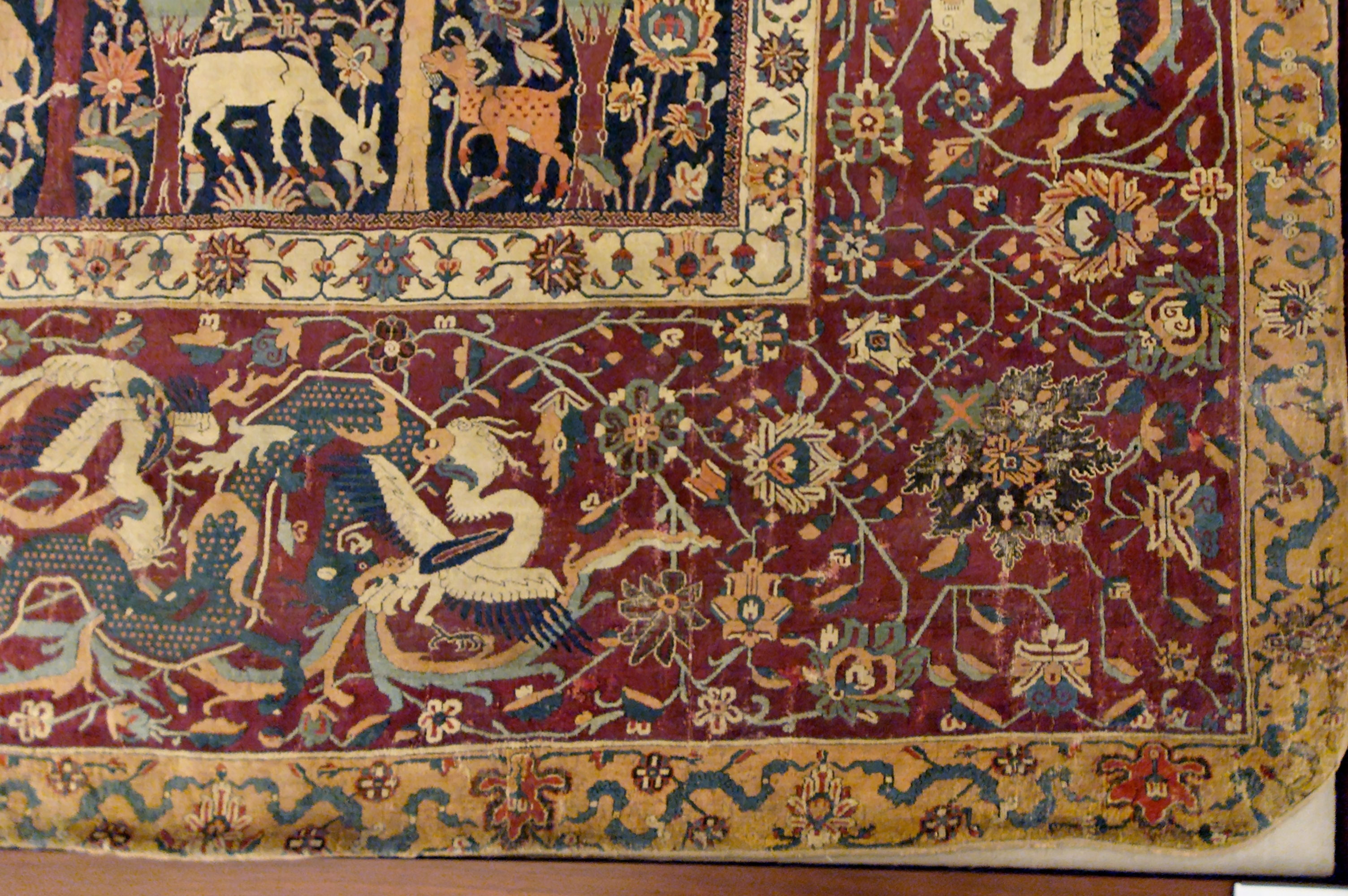
Szafavida szőnyegkárpit a Louvre-ból

1499-ben új dinasztia alakult ki Perzsiában. I. Iszmáíl sah, a Szafavida-dinasztia alapítója Uzun Haszannal állt rokoni kapcsolatban. Iszmáílt tekintik Perzsia első nemzeti szuverén uralkodójának az arab hódítás óta, és ő volt az, aki a síita iszlámot Perzsia államvallásává nyilvánította. Ő és utódai, I. Tahmászp és I. Abbász a perzsa szafavida művészet pártfogói lettek. Az udvari manufaktúrákat valószínűleg Tahmászp sah alapította Tebrizben, vagy Abbász sah, amikor az oszmán–szafavida háború (1603–1818) nyomán fővárosát az északnyugati Tebrizból a közép-perzsai Iszfahánba helyezte át. A perzsa szőnyegszövés művészete számára ez azt jelentette, ahogy Edwards írta: „rövid időn belül a házikóból a képzőművészet méltóságává emelkedett”.
A Szafavida-dinasztia kora a perzsa művészet egyik legnagyszerűbb korszaka volt, amely magában foglalta a szőnyegszövést is. Még mindig léteznek későbbi szafavida korabeli szőnyegek, amelyek a ma ismert legfinomabb és legkidolgozottabb szövések közé tartoznak. Az a jelenség, hogy az általunk fizikailag ismert első szőnyegek ilyen kidolgozott terveket mutatnak, ahhoz a feltételezéshez vezet, hogy a szőnyegszövés művészete és mestersége már régen létezett, mielőtt a pompás szafavida udvari szőnyegeket szőhették volna. Mivel a korai szafavida szőnyegek nem maradtak fenn, a kutatás a Timurid-kori könyvillusztrációkra és miniatűr festményekre összpontosított.

## A "dizájn forradalom"

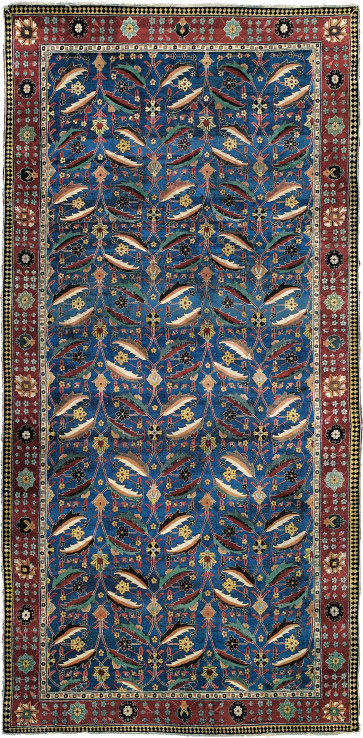
Kerman vázaszőnyeg Délkelet-Perzsiából, 17. század közepe (339 cm x 153 cm)

A tizenötödik század végére a miniatűrökben ábrázolt szőnyegek kialakítása jelentősen megváltozott. Megjelentek a nagy formátumú medaillonok, kidolgozott görbe vonalú mintákkal. A nagy spirálok és indák, virágdíszek, virág- és állatábrázolások gyakran tükröződtek a szőnyeg hosszú vagy rövid tengelye mentén, hogy harmóniát és ritmust kapjanak. A korábbi "kufic" szegélykialakítást indák és arabeszkek váltották fel. Mindezek a minták kidolgozottabb szövési rendszert igényeltek, mint az egyenes vonalak szövésénél. Hasonlóképpen megkövetelik a művészektől szőnyegtervek készítését, a takácsoktól a szövőszék használatát, mely hatékony módja volt annak, hogy a művész ötleteit a szövővel közölje. Jelenleg nem ismert, hogy ezt technikailag hogyan érték el. Munkájuk eredménye azonban az volt, amit Kurt Erdmann „szőnyegtervezési forradalomnak” nevezett.
Úgy tűnik, az új terveket először a miniatűr festők dolgozták ki, hiszen munkáik már a 15. században megjelentek a könyvborítókon. Ez az első alkalom, amikor az iszlám szőnyegek "klasszikus" dizájnját alakították ki: a medál és a sarokkialakítás (személy: "Lechek Torūnj") először a könyvborítókon volt látható. Iszmail 1522-ben Kamāl ud-Dīn Behzād miniatűrfestőt, a Herat iskola híres festőjét alkalmazta a királyi műterem igazgatójának. Behzad döntő hatással volt a későbbi szafavida művészet fejlődésére. Az általunk ismert Szafavida szőnyegek eltérnek a miniatűr festményeken ábrázolt szőnyegektől, így a festmények nem támogatják a korabeli szőnyegek megkülönböztetését, osztályozását és keltezését. Ugyanez igaz az európai festményekre is: az anatóliai szőnyegekkel ellentétben a perzsa szőnyegeket a 17. század előtt nem ábrázolták az európai festményeken. Mivel egyes szőnyegek, például az Ardabil szőnyegek dátumokat is tartalmaznak, a Safavid szőnyegek kategorizálására és keltezésére irányuló tudományos erőfeszítések ezekből indulnak ki.
A 17. század folyamán megszaporodnak a pontosabb keltezésre és a származás-tulajdonításra vonatkozó források. A diplomáciai kapcsolatok erősödésével a szafavida szőnyegeket diplomáciai ajándékként adták európai városoknak és államoknak. 1603-ban Abbas sah egy arany- és ezüstszálas szőnyeget ajándékozott Marino Grimani velencei dózsénak. Az európai nemesek közvetlenül az iszfaháni és a kasáni gyártóktól kezdtek szőnyegeket rendelni, akiknek takácsai készek voltak konkrét mintákat, például európai címereket beleszőni a megrendelt szőnyegekbe. Megszerzésüket időnként aprólékosan dokumentálták is.

## Az Afsárida (1736–1749) és Zand-dinasztia (1750–1796)
Irán területi integritását egy Horászánból származó iráni török afsár törzsbeli hadúr, Nádir állította helyre. Legyőzte az afgánokat és az oszmánokat, újra trónra ültette a Szafavidákat, és tárgyalásokat folytatott az oroszok kivonulásáról az iráni kaukázusi területekről a rasti és gandzsai szerződés alapján. 1736-ra magát Nádirt is sahhá koronázták. A szőnyegszövésről az Afsárida és Zand-dinasztia idejéről nem maradtak fenn feljegyzések.

## A Kádzsár-dinasztia (1789–1925)
1789-ben Aga Mohamed perzsa sahot Perzsia királyává koronázták, ő a Kádzsár-dinasztia megalapítója, amely Perzsiának hosszú rendet és viszonylagos békét biztosított, és az ipar is lehetőséget kapott az újjászületésre. A három fontos Kádzsár uralkodó, Fath-Ali, Nászer ad-Din és Mozaffar ad-Din felelevenítette a perzsa monarchia ősi hagyományait. A tebrizi takácsok éltek a lehetőséggel és 1885 körül a perzsa szőnyegszövés modern iparának megalapítói lettek.

## A Pahlavi-dinasztia (1925–1979)

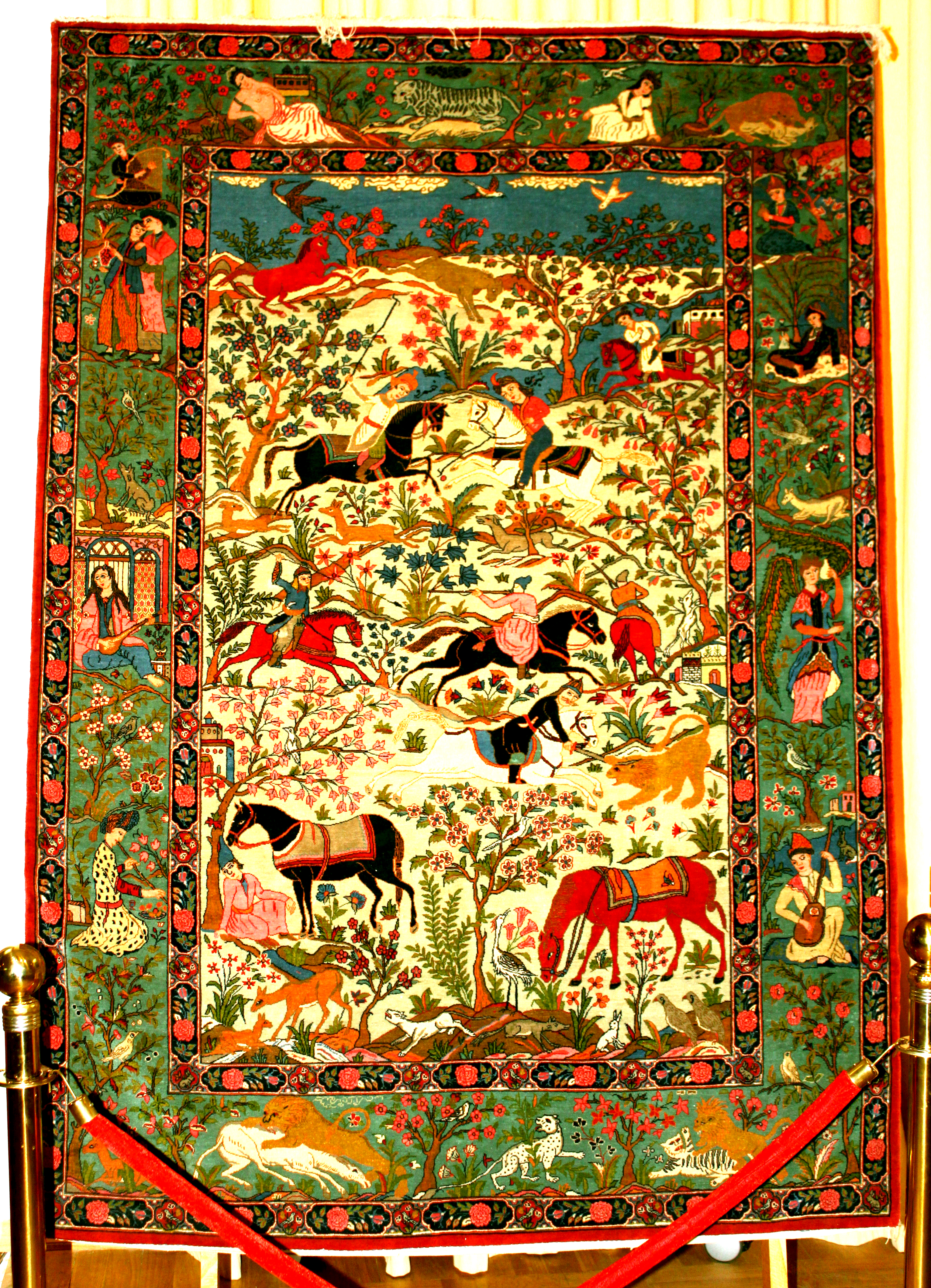
Perzsaszőnyeg az Azeri Nemzeti Múzeumból

Az orosz forradalom után Perzsia csatatérré vált. 1917-ben Nagy-Britannia Iránt használta ugródeszkaként az oroszországi támadáshoz a forradalom megfordítására tett sikertelen kísérletben. A Szovjetunió válaszul elcsatolta Észak-Perzsia egyes részeit, létrehozva a Perzsa Szovjet Szocialista Köztársaságot. 1920-ra az iráni kormány gyakorlatilag minden hatalmát elvesztette fővárosán kívül: a brit és a szovjet erők gyakorolták az ellenőrzést az iráni szárazföld nagy részén.
1925-ben Rezā Shāh a brit kormány támogatásával menesztette Ahmad Shah Qajart, a Qajar dinasztia utolsó sahját, és megalapította a Pahlavi dinasztiát. Alkotmányos monarchiát hozott létre, amely az 1979-es iráni forradalomig tartott. Reza Shah társadalmi, gazdasági és politikai reformokat vezetett be, amelyek végül lefektették a modern iráni állam alapjait. Uralkodásuk stabilizálása és legitimálása érdekében Rezā Shāh és fia, Mohammad Reza Pahlavi az ősi perzsa hagyományok felelevenítését tűzték ki célul. A szőnyegszövés – gyakran a hagyományos mintákra utaló – újjáéledése fontos része volt ezeknek az erőfeszítéseknek. 1935-ben Rezā Shāh megalapította az Iran Carpet Company-t, és a szőnyegszövést a kormány ellenőrzése alá helyezte. Kidolgozott szőnyegeket szőttek exportra és diplomáciai ajándékként más államoknak.
A Pahlavi-dinasztia modernizálta és központosította az iráni kormányt, és hatékony ellenőrzést és hatalmat keresett minden alattvalója felett. Reza Shah volt az első perzsa uralkodó, aki modern fegyverekkel szállt szembe ezzel a kihívással. A hadsereg kényszerítette ki a nomadizmust az 1930-as években, betiltották a hagyományos törzsi ruhákat, betiltották Iránban a sátrak és jurták használatát. Nem tudtak elvándorolni, mivel elvesztették nyájaikat, sok nomád család éhen halt. Az 1940-es és 1950-es években a nomád törzsek számára a viszonylagos béke rövid korszaka következett, amikor Perzsia részt vett a második világháborúban, és Rezā Shāh 1941-ben kénytelen volt lemondani a trónjáról. Utóda, Mohammed Reza Shah az 1950-es években megszilárdította hatalmát. 1962-es földreform-programja, az úgynevezett fehér forradalom része, annak ellenére, hogy nyilvánvaló előnyökkel járt a földnélküli parasztok számára, megsemmisítette a nomád törzsek hagyományos politikai szervezetét, mint például a Qashqai nép, és a hagyományos nomád életmódot. A nomád szőnyegszövés évszázados hagyományait, amelyek a 19. század végén a szintetikus színezékek és kereskedelmi formatervezési minták bevezetésével hanyatlási folyamatba kerültek, az utolsó iráni császári dinasztia politikája csaknem megsemmisítette.

## Modern idők

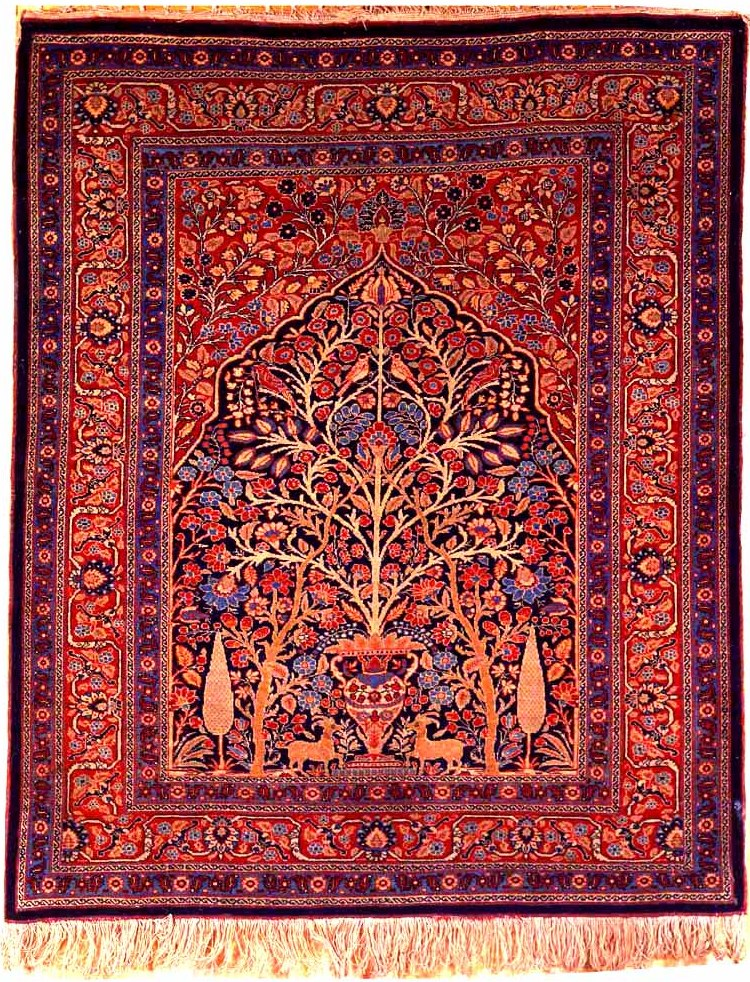
Azeri szőnyeg a 19. századból

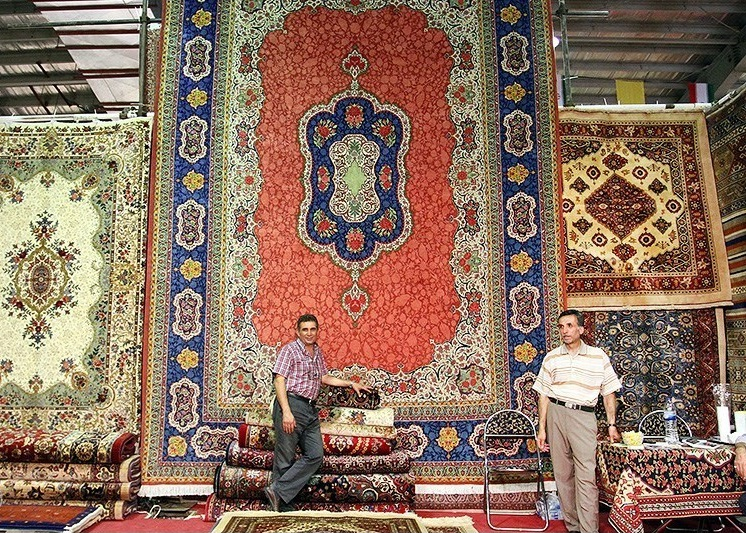
Szőnyegárusok Hamadánban

Az iráni forradalom után kezdetben kevés információhoz jutottak az iráni szőnyegszövésről. Az 1970-es és 1980-as években Európában új érdeklődés támadt a Gabbeh szőnyegek iránt, amelyeket kezdetben nomád törzsek szőttek saját használatra. Durva szövésük és egyszerű, absztrakt mintáik vonzóak a nyugati vásárlók számára.
1992-ben, Teheránban az első Nagy Perzsa Konferencia és Kiállítás először mutatott be modern perzsa szőnyegterveket. A perzsa szövőmesterek, mint például Razam Arabzadeh, hagyományos technikával szőtt szőnyegeket mutattak be, de szokatlan, modern mintával. Mivel a nagykonferenciák továbbra is rendszeres időközönként zajlanak, az iráni szőnyegszövésben ma két tendencia figyelhető meg. Egyrészt a modern és innovatív művészi dizájnt iráni gyártók találják ki és fejlesztik ki, akik így továbbviszik az ősi formatervezési hagyományt a huszonegyedik század felé.
Másrészt a természetes festékek iránti megújult érdeklődést felkeltették a kereskedelmi vállalkozások, amelyek szőnyegmegrendeléseket adnak a törzsi falusi takácsoknak. Ez rendszeres bevételi forrást jelent a szőnyegszövőknek. Általában a cégek biztosítják az anyagokat és meghatározzák a terveket, de a szövőknek megengednek bizonyos fokú alkotói szabadságot is. 
Kereskedelmi háztartási cikként a perzsa szőnyegek ma más országok versenytársaival szembesülnek alacsonyabb bérekkel és olcsóbb gyártási módszerekkel: a gépi szövésű, bojtos vagy kézzel szőtt szőnyegek, de a gyorsabb és olcsóbb hurkos szövési módszerrel szőtt szőnyegeket biztosítanak a „keleti” haszonelvű, de művészi érték nélküli tervek. Egyre keresettebbek a hagyományos, természetes színekkel festett báránygyapjúból készült, kézzel szőtt szőnyegek. Általában magasabb áron adják el őket a gyártásukhoz kapcsolódó nagy mennyiségű, ősidők óta lényegében változatlan kézi munka, valamint tervezésük művészi értéke miatt. Így a perzsa szőnyeg megőrzi régi státuszát, mint a luxus, a szépség és a művészet tárgya.

## A szőnyegek anyagai

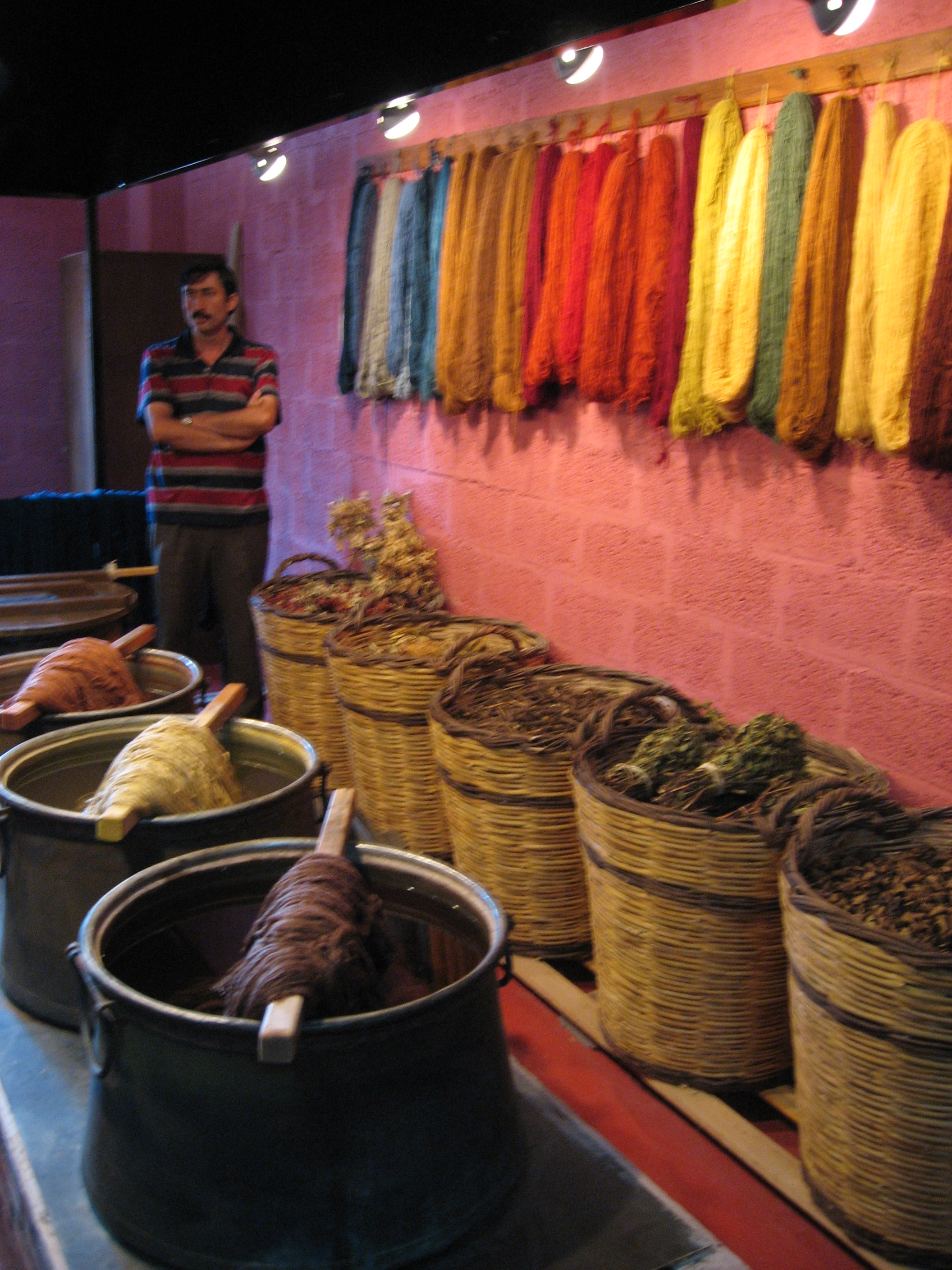
Szőnyegfonál festése Törökországban

### Gyapjú
A legtöbb perzsa szőnyeg báránygyapjú. Jellemzői és minősége területről, területre eltérő, a juhfajtától, az éghajlati viszonyoktól, a legelőtől, valamint a gyapjú nyírásának és feldolgozásának időpontjával és módjával kapcsolatos különleges szokásoktól függően. A báránygyapjú különböző területei eltérő minőségű gyapjút adnak a vastagabb és merevebb bárányszőr és a gyapjú finomabb rostjai közötti aránytól függően. A juhokat általában tavasszal és ősszel nyírják. A rugós olló finomabb minőségű gyapjút készít. A szőnyegszövés során használt gyapjú legalacsonyabb minősége a "bőr" gyapjú, amelyet vegyi úton távolítanak el az elhalt állatok bőréről. A magasabb minőségű perzsa gyapjút gyakran kurknak vagy kork gyapjúnak nevezik, amelyet a bárány nyakán növő gyapjúból nyernek. A modern gyártás import gyapjút is felhasznál, pl. Merinó gyapjú Új-Zélandról, mert a szőnyeggyapjú iránti nagy keresletet a helyi termelés nem tudja maradéktalanul kielégíteni. A tevékből és kecskékből származó rostokat is felhasználják. A kecskeszőrt főként nomád szőnyegek, például a Baluch szőnyegek szegélyeinek rögzítésére használják, mivel jobban ellenáll a kopásnak. A teve gyapjút időnként használják a perzsa nomád szőnyegekben. Gyakran feketére festik, vagy természetes színében használják. Gyakrabban a teve gyapjúnak mondott gyapjúról kiderül, hogy festett báránygyapjú.

### Pamut
A legtöbb modern szőnyeg lánc- és vetülékszövetének alapja a pamut. Azok a nomádok, akik nem engedhetik meg maguknak, hogy pamutot vásároljanak a piacon, gyapjút használnak láncokhoz és vetülékhez, amelyet hagyományosan szintén gyapjúból készítenek olyan területeken, ahol a pamut nem volt helyi termék. A pamut erősebben fonható, mint a gyapjú, és jobban tűri a feszültséget, így a pamut kiváló anyag a szőnyeg alapozására. Különösen a nagyobb szőnyegek nagyobb valószínűséggel fekszenek a padlón, míg a gyapjú hajlamos egyenetlenül zsugorodni, és a gyapjú alapozású szőnyegek nedvesen meghajolhatnak. A kémiailag kezelt (mercerizált) pamutot a szőnyegekben a tizenkilencedik század vége óta használják selyempótlóként.

### Selyem
A selyem drága anyag, reprezentatív szőnyegekhez használták. Szakítószilárdságát a selyemfonatoknál használták fel, de a szőnyegrakásban is megjelenik a selyem. A selyemhalom a design különleges elemeinek kiemelésére használható. A Kashanból, Qumból, Nainból és Iszfahánból származó kiváló minőségű szőnyegek csupa selyembolyhokkal rendelkeznek. A selyembolyhos szőnyegek gyakran kivételesen finomak, rövid szálúak és igényes kialakításúak.

## Festés

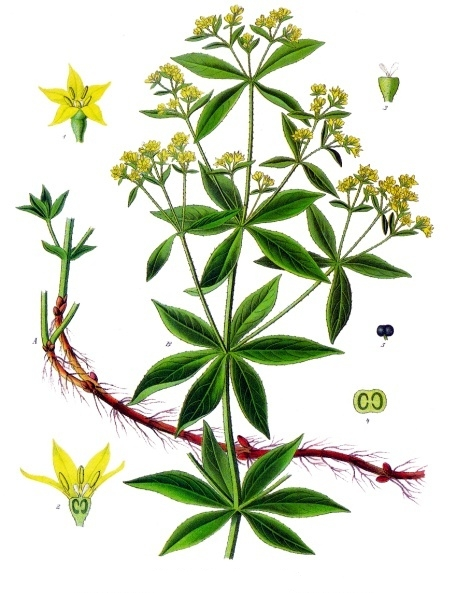
Festőbuzér (Rubia tinctorum)

A festési folyamat magában foglalja a fonal előkészítését annak érdekében, hogy a maró anyagba merítve érzékeny legyen a megfelelő színezékekre. Ezután színezékeket adnak a fonalhoz, amely meghatározott ideig a festékoldatban marad. A festett fonalat ezután levegőnek és napfénynek kitéve hagyják megszáradni. Egyes színek, különösen a sötétbarna, vasmarót igényelnek, ami károsíthatja vagy elhalványíthatja az anyagot. Ez gyakran gyorsabb halomkopást eredményez a sötétbarna színűre festett területeken, és dombormű hatást kelthet az antik keleti szőnyegekben.

## Növények
A perzsaszőnyegekben használt hagyományos festékeket növényekből és rovarokból nyerik. 1856-ban William Henry Perkin angol kémikus feltalálta az első anilinfestéket, a mauveine-t. Ezt követően számos más szintetikus színezéket is feltaláltak. A szintetikus festék olcsó, könnyen elkészíthető és könnyen használható, mivel a természetes festékekhez hasonlít, használatuk az 1860-as évek közepe óta dokumentálva van. A természetes festés hagyománya az 1980-as évek elején éledt ujjá Törökországban. A kémiai elemzések eredményeként természetes színezékeket sikerült azonosítani antik gyapjúmintákból, és kísérleti úton festési recepteket és eljárásokat is sikerült létrehozni.
A fenti elemzések szerint a szőnyeggyapothoz használt természetes festékek a következők:

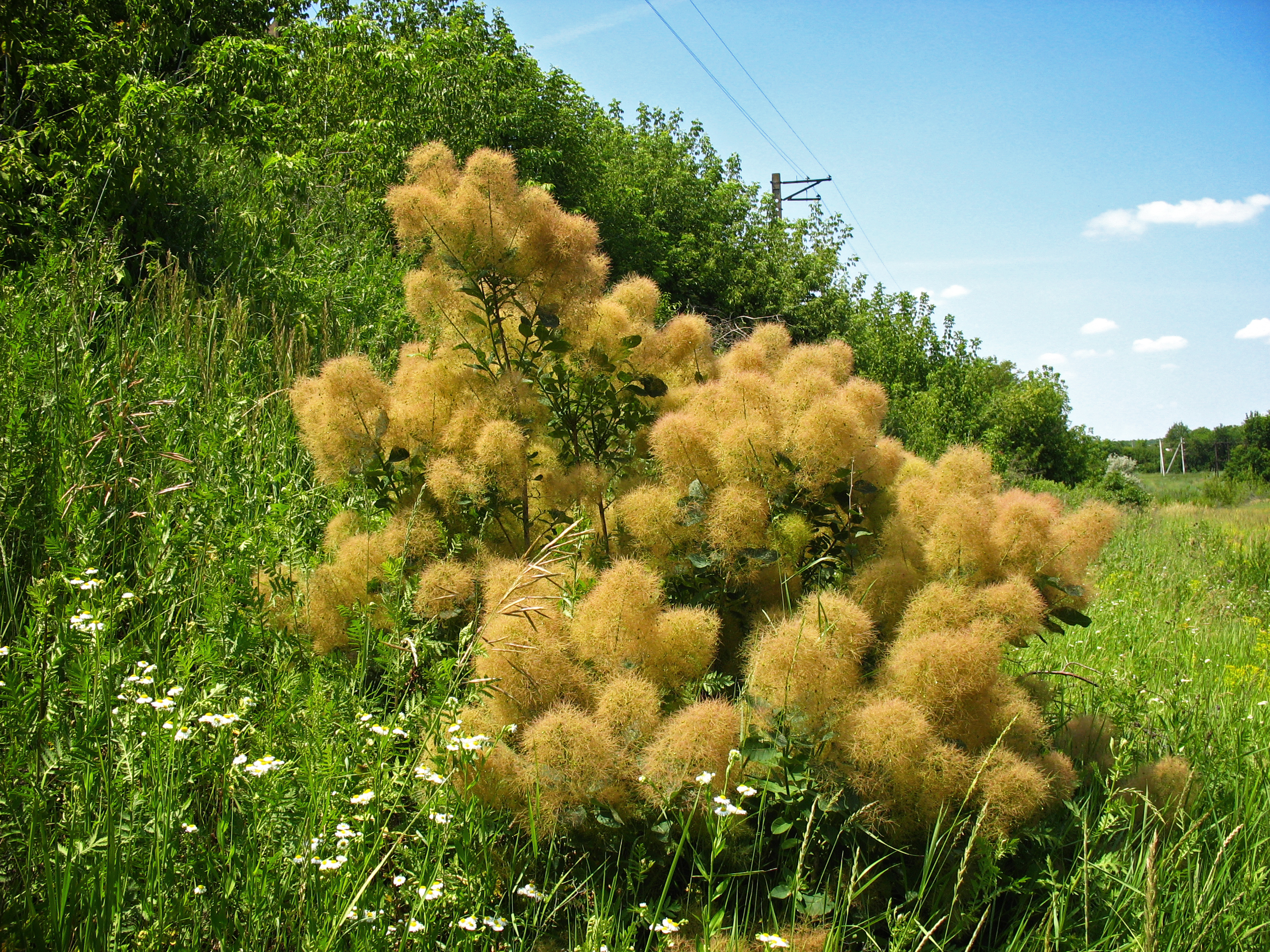
Sárga cserszömörce

- Vörös – a Madder (Rubia tinctorum) gyökereiből,
- Sárga – növényektől, beleértve a hagymát (Allium cepa), számos kamillafajt (Anthemis, Matricaria chamomilla) és Euphorbia,
- Fekete: tölgy alma, tölgy makk, tanner szumács,
- Zöld – dupla festéssel: indigó és sárga festékkel,
- Narancssárga – dupla festéssel: vörös és sárga festékkel,
- Kék: Indigó (Indigofera tinctoria)-ból nyerve.

A festékek némelyike, például az indigó vagy a madder kereskedelmi áruk voltak, így általánosan hozzáférhetők is. A sárga vagy barna színezékek régiónként lényegesen változnak. Sok növény sárga színezéket biztosít, mint például a Festő rezeda (Reseda luteola), vagy a Sárga cserszömörce (Cotinus coggygria). A szőlőlevél és a gránátalma héja, valamint más növények a sárga különböző árnyalatait biztosítják.

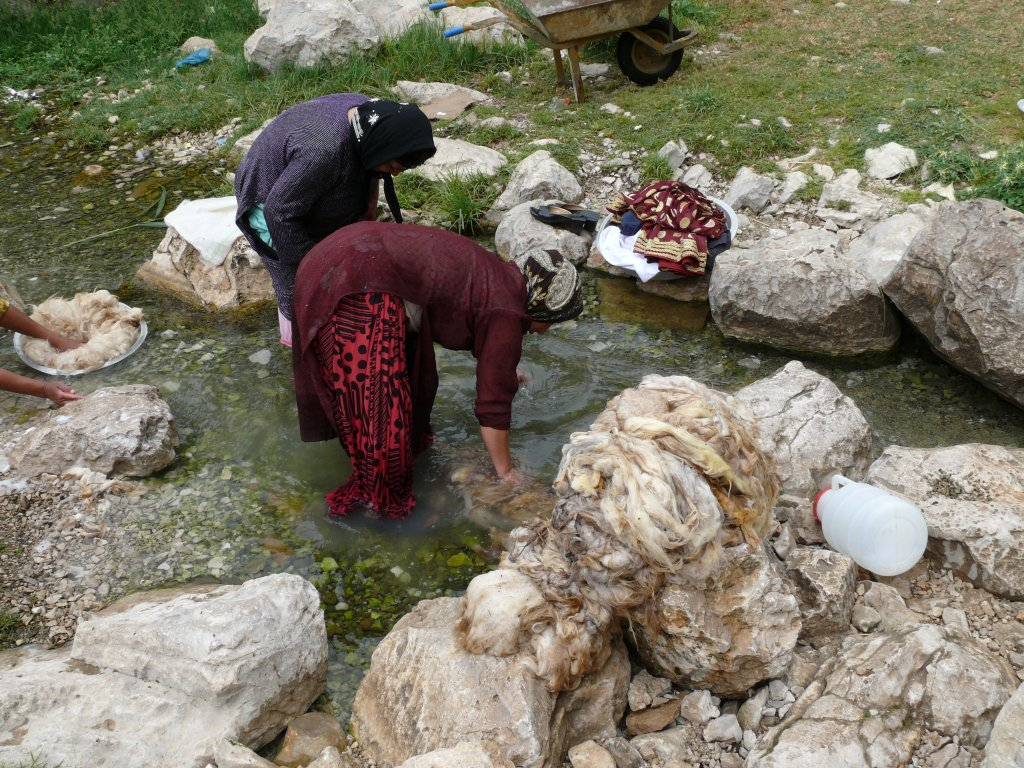
Házi készítésű szőnyegek gyapjú fonalának mosása Iránban

Iránban az 1990-es években újjáéledt a természetes festékekkel történő hagyományos festés, amelyet a hagyományosan előállított szőnyegek iránti megújult általános érdeklődés ihletett, de az olyan festőmesterek, mint Abbas Sayahi, életben tartották a hagyományos receptekkel kapcsolatos ismereteket.
- Rovarvörös

A kárminfestékeket pajzstetű szerű rovarok gyantaszerű váladékából nyerik. A cochineal festéket, az úgynevezett "laq"-t korábban Indiából, majd később Mexikóból és a Kanári-szigetekről exportálták. A rovarfestékeket gyakrabban használták azokon a területeken, ahol nem termesztették a Festő buzér Rubia tinctorum) nevű növényt, például Perzsia nyugati és északnyugati részén.

## Szintetikus színezékek
A modern szintetikus festékekkel szinte minden szín és árnyalat elérhető, így kémiai elemzés nélkül szinte lehetetlen azonosítani a kész szőnyegen, hogy természetes vagy mesterséges színezéket használtak-e. A modern szőnyegek gondosan kiválasztott szintetikus színekkel szőhetők, művészi és használati értéket biztosítanak.

## Abrash

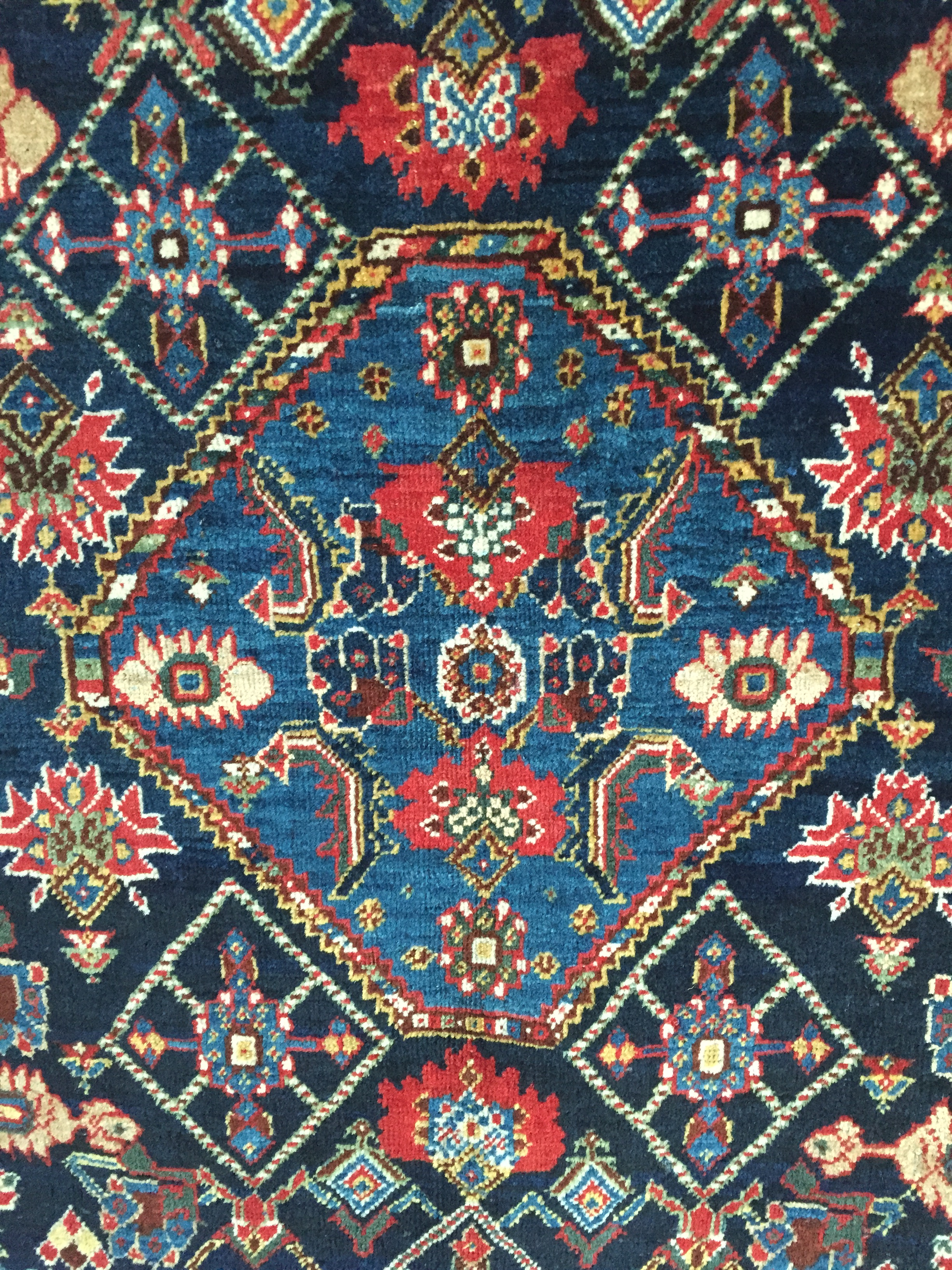
19. századból való abrashnak szőnyeg

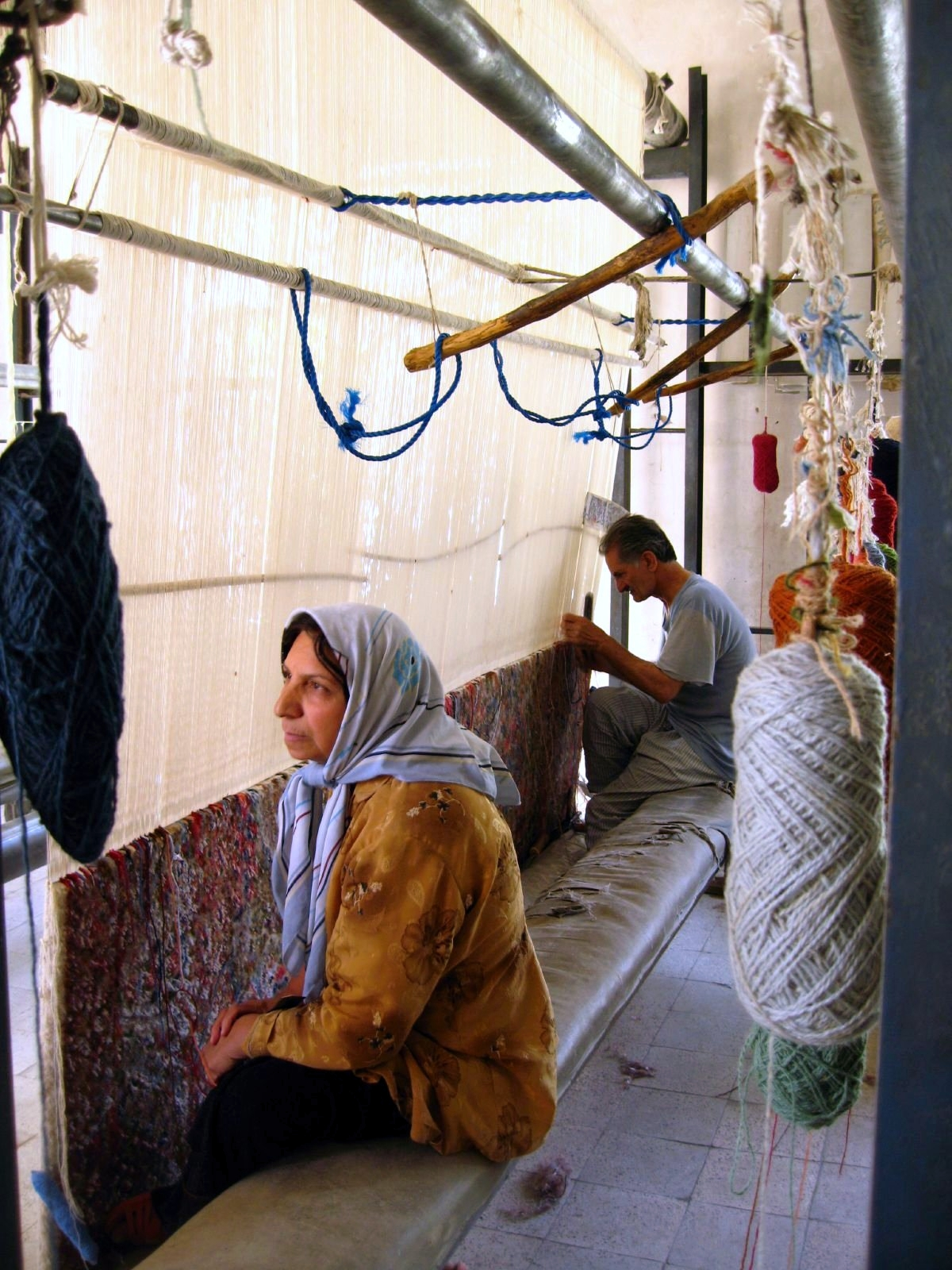
Függőleges szövőszék Iránból

Abrashnak nevezik az azonos színen belüli enyhe eltérések megjelenését a török abraş szó szerint „foltos, kopaszodó” szó alapján. A hagyományosan festett keleti szőnyegekben kopás látható. Előfordulása arra utal, hogy valószínűleg egyetlen takács szőtte a szőnyeget, akinek a szőnyegkészítéskor nem volt elég ideje vagy erőforrása elegendő mennyiségű festett fonal elkészítésére, ezért csak kis adag gyapjút festettek időnként. Amikor egy szál gyapjú elfogyott, a takács folytatta munkáját az újonnan festett tétellel. Mivel egy új tétel festésekor ritkán találkozhatunk a pontos színárnyalattal, a halom színe megváltozik, amikor új csomósort szőnek bele. Mint ilyen, a színváltozat falusi vagy törzsi szövésű szőnyegre utal értékelésekor a minőség és a hitelesség jeleként. Az Abrash szándékosan beépíthető egy újonnan tervezett szőnyegtervbe is.

## Technikák és szerkezetek

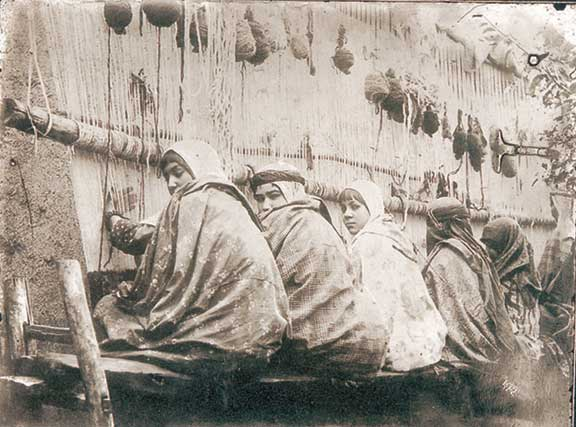
Antoin Sevruguin egy golesztáni szövőműhelyről készült fotója az 1800-1900-as évekből

### A szőnyeg szövésének folyamata
A bolyhos szőnyegek szövése időigényes folyamat, amely a szőnyeg minőségétől és méretétől függően néhány hónaptól több évig is eltarthat.
A szőnyegkészítés megkezdéséhez láncokból és vetülékekből álló alapozásra van szükség: A láncfonalok erős, vastag pamut-, gyapjú- vagy selyemszálak, amelyek a szőnyeg hosszában futnak végig. Hasonló szálak haladnak át a láncok alatt és fölött egyik oldalról a másikra, ezt nevezzük vetüléknek. A szőnyeg mindkét oldalán lévő általában egy vagy több láncfonalat, változó vastagságú zsinórba kötik, amelyeket a szegély kialakításához beborítanak.
A szövés általában a szövőszék aljáról kezdődik, számos vetülék átvezetésével a láncokon, hogy kiindulási alapot képezzenek. Ezután festett gyapjú-, pamut- vagy selyemszálak csomóit kötik sorokba a szomszédos láncok egymás utáni sorozatai köré. Ahogy több sor kötődik az alaphoz, ezek a csomók a szőnyeg halmává válnak. Az egyes csomósorok között egy vagy több vetüléket vezetünk, hogy a csomók rögzítve maradjanak. A vetüléket ezután egy fésűszerű eszközzel, a fésűverővel leverik, hogy tovább tömörítsék és rögzítsék az újonnan szőtt sort. A szövés finomságától, az anyagok minőségétől és a takácsok szakértelmétől függően egy kézzel készített szőnyeg csomószáma 16-800 csomó/négyzethüvelyk között változhat.
Amikor a szőnyeg elkészült, a láncvégek alkotják a rojtokat, amelyeket vetülék, fonott, bojtos vagy más módon lehet rögzíteni.

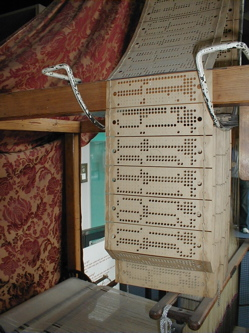
Mai Jacuard, jukkártyás szövőszék

## Szövőszék
A szövőszékek lényeges részletekben nem különböznek egymástól, de méretükben és kifinomultságukban igen. A szövőszék fő műszaki követelménye, hogy biztosítsa a megfelelő feszességet és a láncok váltakozó levélkészletekre való felosztását. A lehúzó eszköz lehetővé teszi, hogy a szövő a vetüléket keresztezett és keresztezetlen láncokon át tudja vezetni, ahelyett, hogy fáradságos módon be- és kifűzné a vetüléket a láncokból.

## Vízszintes szövőszékek
A szövőszék legegyszerűbb formája a vízszintes; olyan, amelyik a földre támasztható, vagy a földre támasztható oldalelemekkel van ellátva. A szükséges feszülés ékek használatával érhető el. Ez a szövőszék az ideális a nomád emberek számára, mivel össze- vagy szétszerelhető, és könnyen szállítható. A vízszintes szövőszékeken készült szőnyegek általában meglehetősen kicsik, és a szövés minősége gyengébb, mint a professzionális álló szövőszékeken készült szőnyegeké.

## Függőleges szövőszékek
A műszakilag fejlettebb, helyhez kötött függőleges szövőszékeket falvakban és városi gyárakban használják. A fejlettebb típusú függőleges szövőszékek kényelmesebbek, mivel lehetővé teszik a szövők számára, hogy megtartsák pozíciójukat a teljes szövési folyamat során. A Tabriz típusú függőleges szövőszék lehetővé teszi a szőnyegek szövését a szövőszék hosszának kétszereséig, miközben a függőleges görgős szövőszéken a szőnyeg hossza nincs korlátozva. Lényegében a szőnyeg szélességét a szövőszék gerendáinak hossza korlátozza.
A függőleges szövőszékeknek három általános típusa van, amelyek mindegyike többféleképpen módosítható: a fix falusi szövőszék, a Tabriz vagy Bunyan szövőszék és a görgős szövőszék.
- A rögzített falusi szövőszéket főként Iránban használják, és egy rögzített felső gerendából és egy mozgatható alsó vagy szövetgerendából áll, amely két oldalsó részre hasít. A láncok megfelelő feszességét úgy érjük el, hogy ékeket ütünk a résbe. A takácsok egy állítható deszkán dolgoznak, amely a munka előrehaladtával megemelkedik.
- A Tabriz szövőszék-et Tabriz városáról nevezték el Északnyugat-Iránban. A láncok folyamatosak és a szövőszék mögött haladnak át. A láncfeszesség ékekkel érhető el. A takácsok egy rögzített ülésen ülnek, és amikor a szőnyeg egy része elkészült, a feszültség feloldódik, a szőnyeget lehúzzák és körbetekerik a szövőszék hátulján. Ez a folyamat a szőnyeg elkészültéig folytatódik, amikor a láncokat levágják, és a szőnyeget levették a szövőszékről.
- A görgős szövőszék'-et nagyobb török gyártók használják, de megtalálható Perzsiában és Indiában is. Két mozgatható gerendából áll, amelyekhez a láncok rögzítve vannak. Mindkét gerenda racsnis vagy hasonló reteszelő szerkezettel van felszerelve. Miután a szőnyeg egy része elkészült, rátekerjük az alsó gerendára. A görgős szövőszéken bármilyen hosszúságú szőnyeg készíthető. Törökország egyes területein több szőnyeget szőnek sorozatban ugyanazon a láncfonaton, és a szövés befejezése után a láncfonalakat levágják egymástól.

## Eszközök

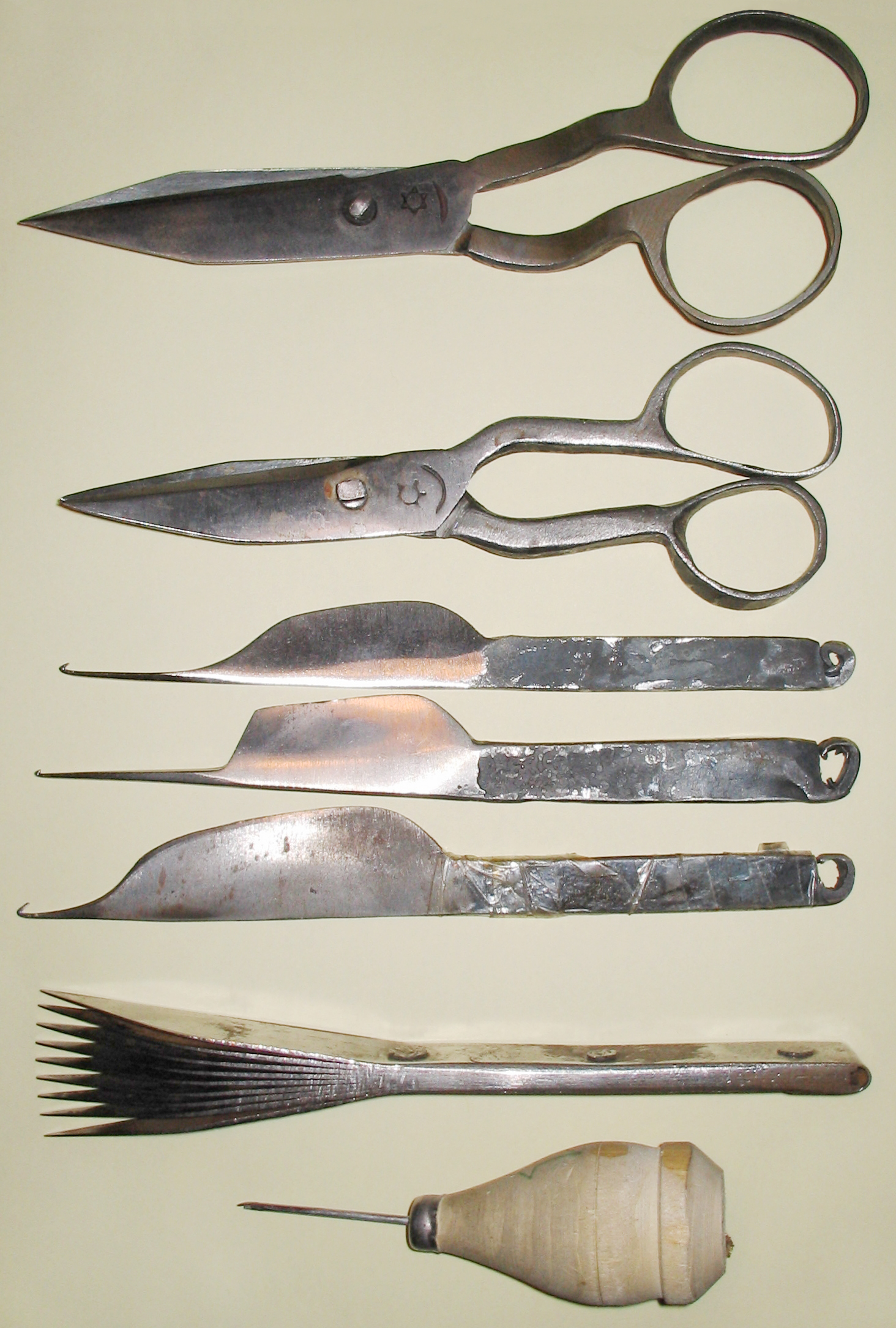
Szőnyegszövéshez használt eszközök

- A mesterség néhány hagyományos eszköze:

- A takácsnak számos alapvető eszközre van szüksége: egy késre a fonal elvágásához a csomók megkötésekor; nehéz, fésűszerű hangszer fogantyúval a vetülék lepakolása érdekében; és egy olló a halom levágására, miután egy sor csomót vagy néhány sort szőttek. A Tabrizban a kést egy kampóval kombinálják a csomók megkötéséhez, ami felgyorsítja a munkát. Néha egy kis acélfésűt használnak a fonal kifésülésére, miután minden csomósor elkészült.
Különféle kiegészítő eszközöket használnak a csomagoláshoz
- Irán egyes szövési területei, amelyek nagyon finom darabok előállításáról ismertek, további eszközöket használnak. Bijarban egy körömszerű szerszámot helyeznek a láncok közé, és felverik, hogy még jobban tömörítsék az anyagot.
- Bihar a nedves szövőgép technikájáról is híres, amely abból áll, hogy a láncot, a vetüléket és a fonalat vízzel nedvesítik a szövési folyamat során, hogy tömörítsék a gyapjút, és lehetővé tegyék a halom, a láncok és a vetülékek különösen erős összenyomását. Amikor a szőnyeg elkészült és megszáradt, a gyapjú és a pamut kitágul, ami nagyon nehéz és merev textúrát eredményez. A Bihari szőnyegek nem hajlíthatók könnyen anélkül, hogy ne károsítanák az anyagot.

Számos különböző eszköz használható a gyapjú nyírására attól függően, hogy a szövés előrehaladtával vagy a szőnyeg elkészültével hogyan vágják le a szőnyeget. A kínai szőnyegekben gyakran a fonalat a befejezés után levágják, a vágás pedig ferdén történik ott, ahol a szín megváltozik, így dombornyomott háromdimenziós hatást keltenek.

## Csomók
- Ghiordes csomó
- Senneh csomó

A perzsa szőnyegeket főként két különböző csomóval szőik: a szimmetrikus török vagy "Giordes" csomót főleg Törökországban, a Kaukázusban, Kelet-Türkmenisztánban, valamint Irán egyes török és kurd területein használják, valamint használják Eszközök

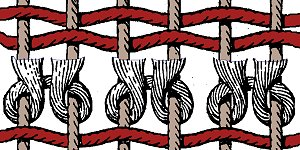
Török (szimmetrikus) vagy Senneh csomó
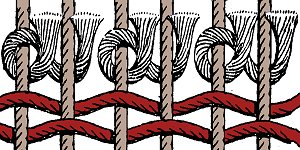
Perzsa (aszimmetrikus) csomó, jobbra nyitott
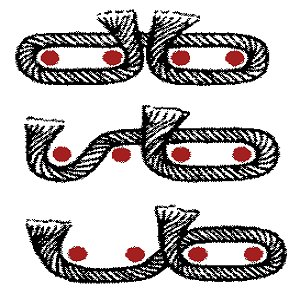
A „Jufti” csomó négy láncra szőtt változatai
Spanyol csomó vagy egyláncú csomó
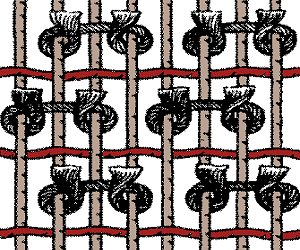
Diagonális, vagy offset, csomózás
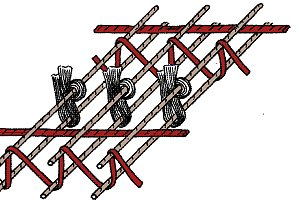
Szövés lenyomott láncfonal
Aszimmetrikus, jobbra nyíló csomó kötése a Tabriz típushoz hasonló kötőhoroggal

## A mesterség néhány hagyományos eszköze

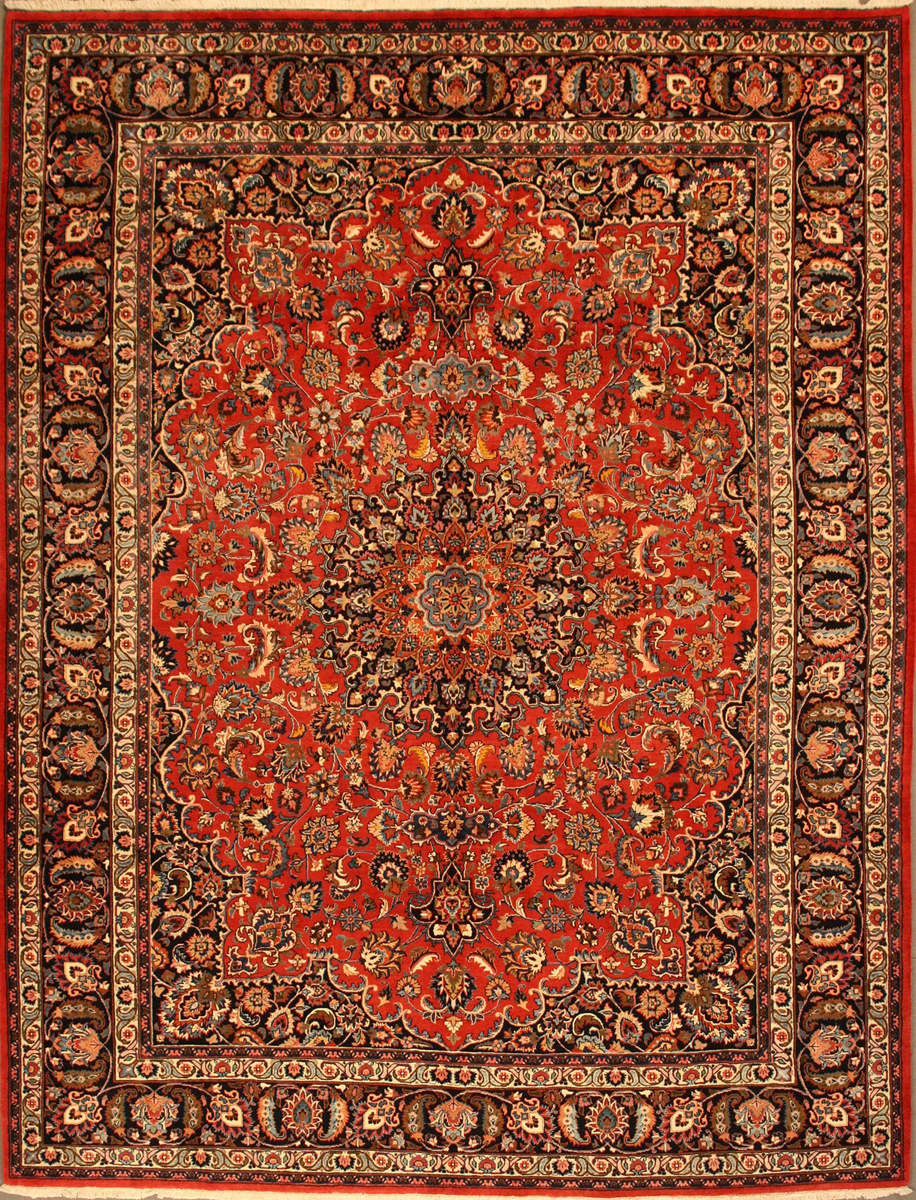
Perzsa Mashad szőnyeg

A takácsnak számos alapvető eszközre van szüksége: egy késre a fonal elvágásához a csomók megkötésekor; nehéz, fésűszerű fogantyúval a vetülék lepakolása érdekében; és egy olló a halom levágására, miután egy sor csomót vagy néhány sort szőttek. A Tabrizben a kést egy kampóval kombinálják a csomók megkötéséhez, ami felgyorsítja a munkát. Néha egy kis acélfésűt használnak a fonal kifésülésére, miután minden csomósor elkészült.
Különféle kiegészítő eszközöket használnak a vetülék csomagolására. Irán egyes szövési területei, amelyek nagyon finom darabok előállításáról ismertek, további eszközöket használnak. Kermanben egy szablyaszerű hangszert használnak vízszintesen a fészer belsejében. A Bijarban egy körömszerű szerszámot helyeznek a láncok közé, és felverik, hogy még jobban tömörítsék az anyagot. A Bijar a nedves szövőgép technikájáról is híres, amely abból áll, hogy a láncot, a vetüléket és a fonalat vízzel nedvesítik a szövési folyamat során, hogy tömörítsék a gyapjút, és lehetővé tegyék a halom, a láncok és a vetülékek különösen erős összenyomását. Amikor a szőnyeg elkészült és megszáradt, a gyapjú és a pamut kitágul, ami nagyon nehéz és merev textúrát eredményez. A Bijar szőnyegek nem könnyen hajlíthatók anélkül, hogy ne károsítanák az anyagot.
Számos különböző eszköz használható a gyapjú nyírására attól függően, hogy a szövés előrehaladtával vagy a szőnyeg elkészültével hogyan vágják le a szőnyeget. A kínai szőnyegekben gyakran a fonalat a befejezés után levágják, a vágás pedig ferdén történik ott, ahol a szín megváltozik, így dombornyomott háromdimenziós hatást keltenek.

### Senneh csomó
A perzsa szőnyegeket főként két különböző csomóval szőik: a szimmetrikus török vagy "Giordes" csomót, amelyet Törökországban, a Kaukázusban, Kelet-Türkmenisztánban, valamint Irán egyes török és kurd területein is használnak, valamint az aszimmetrikus perzsa vagy szenneh csomót is használják, Indiában, Törökországban, Pakisztánban, Kínában és Egyiptomban. A "Senneh csomó" kifejezés kissé félrevezető, mivel Senneh városában a szőnyegeket szimmetrikus csomókkal szőik.

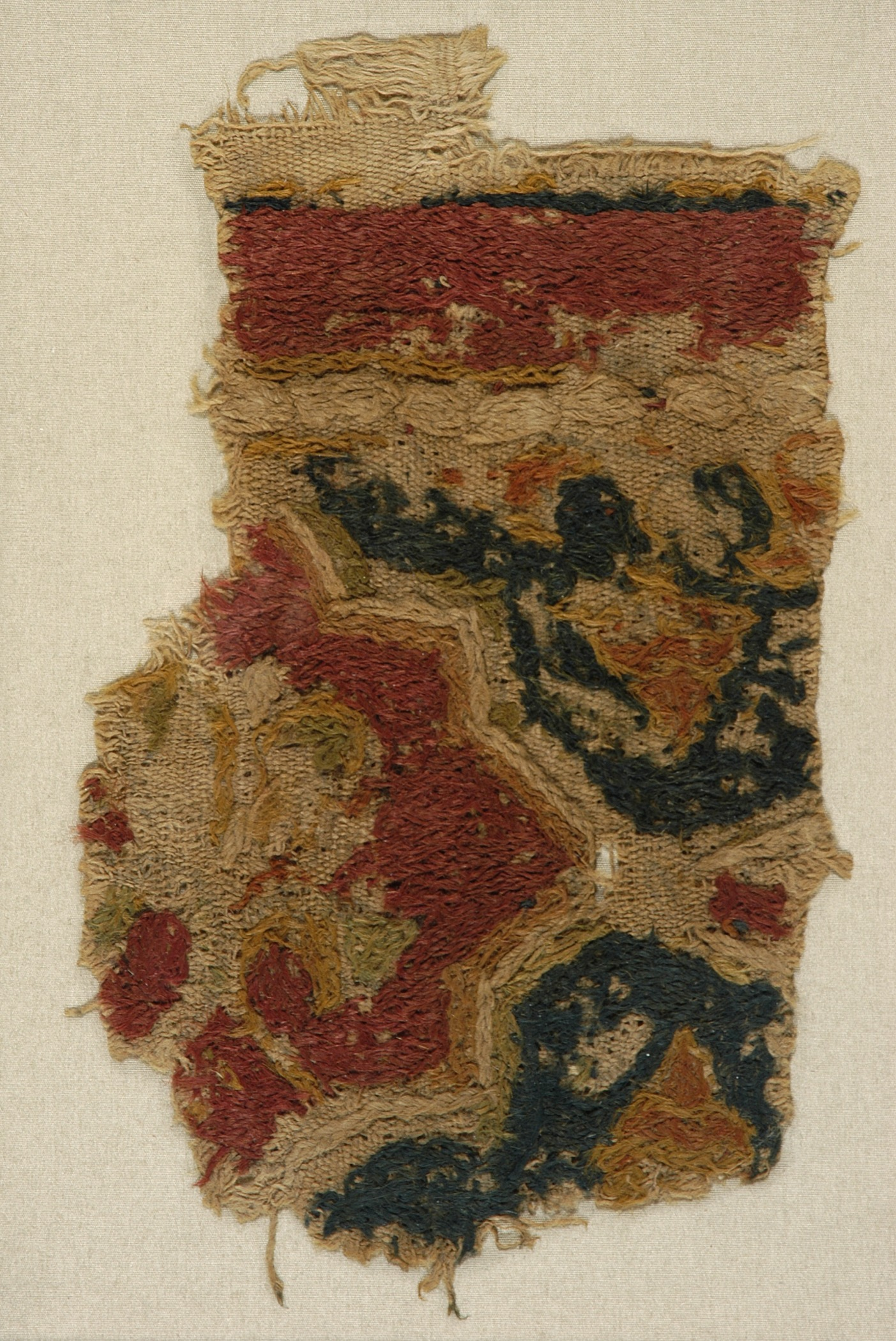
Sima pamut szövésű, gyapjú és pamut hímzéssel készített szőnyeg töredéke Egyiptomból, 1250–1517 körülről, a Mameluk-dinasztia idejéből

- A szimmetrikus csomó megkötéséhez a fonalat két szomszédos lánc között átvezetik, az egyik alá visszavezetik, mindkettő köré tekerik gallért, majd áthúzzák a közepén úgy, hogy mindkét vége kikerüljön a láncok közé.

- Az aszimmetrikus csomót úgy kötjük meg, hogy csak egy láncfonal köré tekerjük a fonalat, majd a szálat a szomszédos lánc mögé vezetjük úgy, hogy az kettévágja a fonal két végét. A perzsa csomó kinyílhat balra vagy jobbra is.

Az aszimmetrikus csomó lehetővé teszi gördülékenyebb, gyakran görbe vonalú minták készítését, míg a merészebb, egyenes vonalú kialakításokhoz a szimmetrikus csomót használhatják. Amint azt a Senneh szőnyegek, szimmetrikus csomókkal szőtt kidolgozott mintájukkal példázzák, a minta minősége inkább a szövő készségeitől függ, mint a használt csomó típusától.
Egy másik, a perzsa szőnyegekben gyakran használt csomó a Jufti csomó. 
- A Jufti csomót kettő helyett négy láncra kötik. Karbantartható szőnyeg készíthető jufti csomókkal, és a jufti csomókat időnként a szőnyeg nagy, egyszínű területein használják, például a terepen, anyagtakarékosság céljából. Mivel azonban a teljesen vagy részben jufti csomóval szőtt szőnyegek csak feleannyi kötegfonalat igényelnek a hagyományos szövésű szőnyegekhez képest, halmazuk kevésbé kopásálló, és ezek a szőnyegek sem hosszú életűek.

## Lapos szövésű szőnyegek

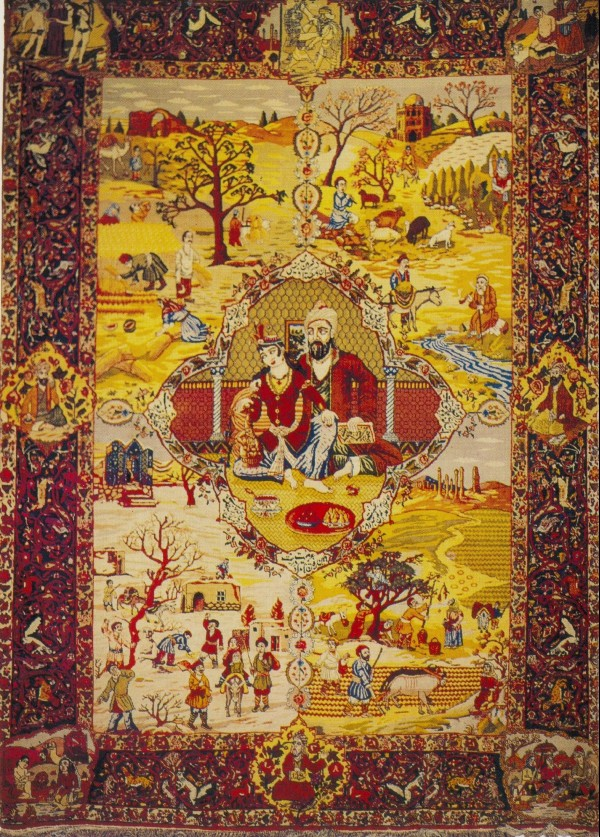
Tabrizi szőnyeg a 19. századból

A lapos szövésű szőnyegek színét és mintáját a láncfonallal szorosan összefonódó vetülék adja. A valódi halom helyett ezeknek a szőnyegeknek az alapja adja a dizájnt. A vetüléket addig szövik a láncok között, amíg új színre nincs szükség, majd visszahurkolják és csomózzák, mielőtt új színt alkalmaznának.

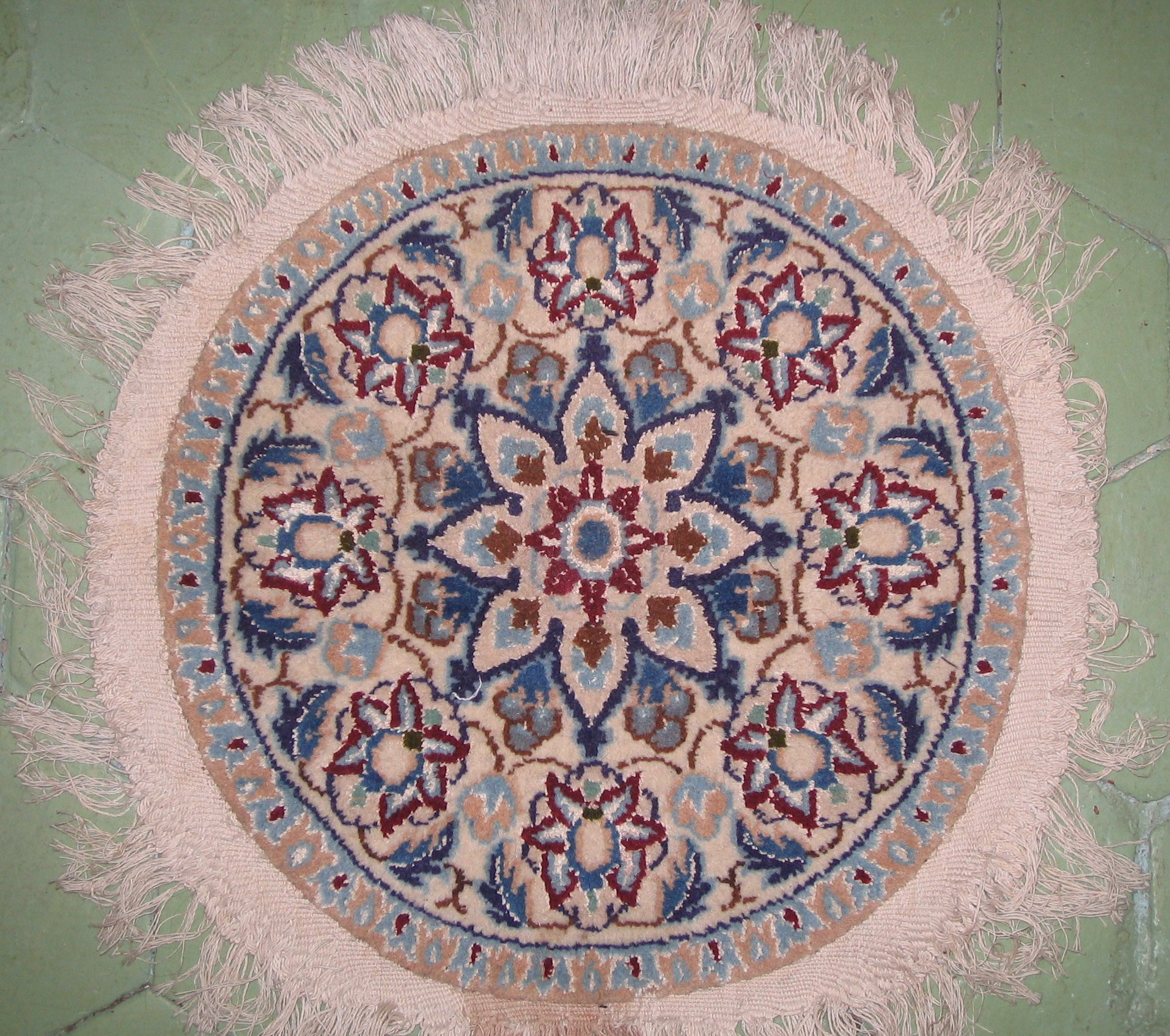
Nain rug, Irán

A lapos szövések közül a legnépszerűbb a Kilim. A kilim szőnyegek (az ékszerekkel, ruházattal és állatokkal együtt) fontosak a nomád törzsek-emberek identitása és gazdagsága szempontjából. Hagyományos környezetükben a kilimeket padló- és falburkolatként, lónyeregként, tárolótáskaként, ágynemű- és annak párnahuzatként használják.

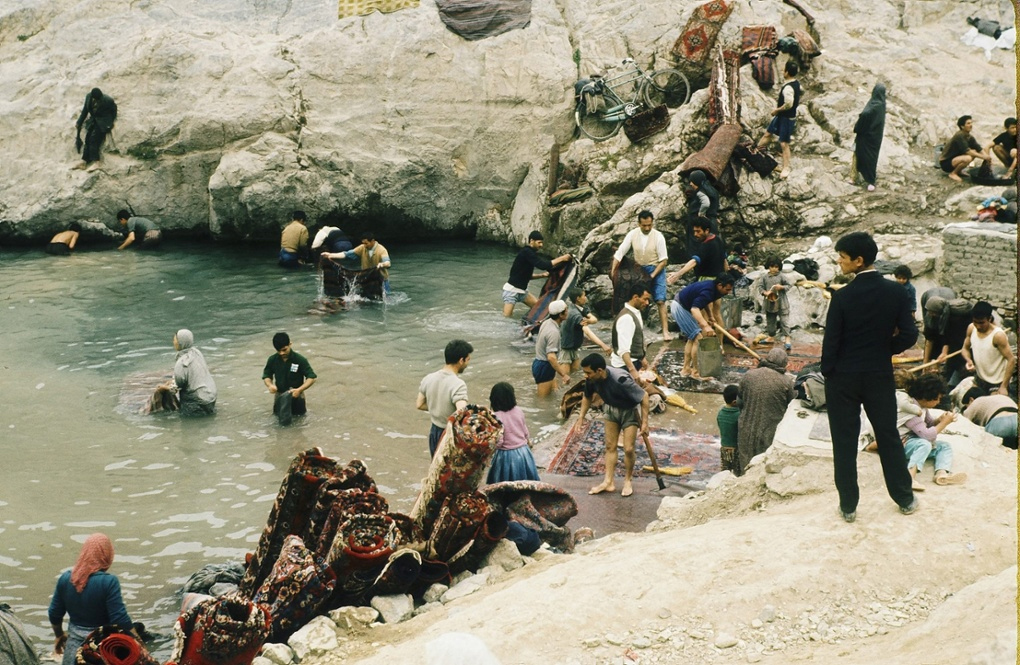
Szőnyegmosás Iránban, Teherán déli részén

A lapos szövésnek különféle formái léteznek, ezek elnevezései többek között:
- Herati
- Jajim
- Kelim (Kilim)
- Maleki
- Sirjan
- Soumak (Soumakh)
- Suzani

## Tervezés
A nomád szőnyegek Gelim néven is ismertek (گلیم; beleértve a زیلو Zilou-t is, ami "durva szőnyeget" jelent. Ebben a felhasználásban a Gelim magában foglalja a bolyhos szőnyegeket és a lapos szövéseket is (például a kilim és a soumak).

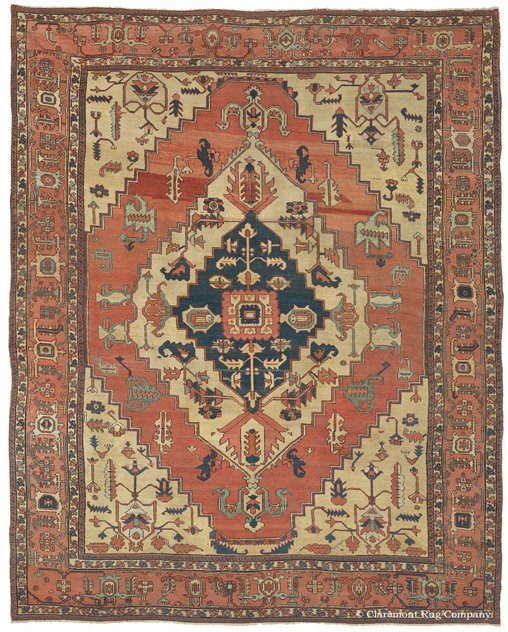
Serapi szőnyeg az 1800-as évekből

A hagyományos, korhű helyi tervezésű területeken, mint például a perzsa nomád törzseknél, a takács képes emlékezetből dolgozni, mivel az adott minták a családi vagy törzsi hagyomány részét képezik. Ez általában elegendő a kevésbé kidolgozott, többnyire egyenes vonalú kialakításokhoz. Kidolgozottabb, különösen görbe vonalú minták esetén a mintákat gondosan méretarányosan, a megfelelő színekkel rajzolják meg milliméterpapíron. Az így létrejött tervet "rajzfilmnek" nevezik. A takács minden egyes négyzethez csomót sző a méretarányos papíron, ami lehetővé teszi a legbonyolultabb tervek pontos megjelenítését is. A minták alig változtak a szövés évszázadai során. Manapság számítógépeket használnak a takácsok méretarányos rajzainak elkészítéséhez.
A szőnyeg felülete tipikusan van elrendezve és rendezve, amelyek nagy változatosságuk ellenére mégis felismerhetők perzsaként: Egyetlen alapterv lefedheti a teljes területet ("all-over design"). Amikor elérjük a mező végét, a mintákat szándékosan le lehet vágni, így azt a benyomást keltve, hogy a szőnyeg határain túl folytatódnak. Ez az iszlám dizájnra jellemző: az iszlám hagyományban az állatok vagy emberek ábrázolása még profán kontextusban is tilos, mivel az iszlám nem tesz különbséget vallásos és profán élet között. A Korán Uthman Ibn Affan által i.sz. 651/19-ben történt kodifikációja és az Omajjád Abd al-Malik ibn Marwan reformok óta az iszlám művészet az írásra és a díszítésre összpontosít. A perzsaszőnyegek fő területeit gyakran tele vannak redundáns, egymásba szőtt díszekkel, gyakran kidolgozott spirálok és indák formájában, a végtelen ismétlődésnek nevezett módon.
A dizájnelemek bonyolultabban is elrendezhetők. Az egyik tipikus keleti szőnyegkialakítás egy medaliont használ, amely szimmetrikus minta a mező közepét foglalja el. A medalion egyes részei vagy hasonló, megfelelő minták a pálya négy sarkában ismétlődnek. A közönséges perzsa "Lechek Torūnj" (medaillon és sarok) dizájnt Perzsiában fejlesztették ki könyvborítókra és díszítő könyvekre a 15. században. A tizenhatodik században beépítették a szőnyegtervekbe. A szőnyeg mezője felbontható különböző téglalap, négyzet, rombusz vagy pasztilla alakú rekeszekre is, amelyek sorokban vagy átlósan is elrendezhetők.
Az anatóliai szőnyegekkel ellentétben a perzsa szőnyegmedaillon képviseli az elsődleges mintát, és a mező végtelen ismétlődése alárendeltnek tűnik, a medaillon „lebegésének” benyomását keltve a mezőn.
A legtöbb perzsa szőnyeg esetében a szőnyeg mezőjét csíkok vagy szegélyek veszik körül. Ezek száma egytől több mint tízig terjedhet, de általában van egy szélesebb főhatár, amelyet kis- vagy védőhatárok vesznek körül. A fő szegély gyakran tele van összetett és kidolgozott egyenes vagy görbe vonalú mintákkal. A kisebb szegélycsíkok egyszerűbb mintákat, például kanyargó szőlőt mutatnak. A hagyományos perzsa határrendezés az idők során erősen konzervált volt, de úgy is módosulhat, hogy a mező a főhatárt érinti. Ez a jellemző gyakran látható a 19. század végi Kerman szőnyegekben, ezt valószínűleg a francia Aubusson vagy Savonnerie szövésterveiből vették át.
A sarok a szőnyeg kialakításának különösen nagy kihívást jelentenek. A díszeket úgy kell szőni, hogy a minta megszakítás nélkül folytatódjon a sarkokban a vízszintes és függőleges szegélyek között. Ehhez előzetes tervezésre van szükség, általában egy képzett szövő által, aki képes a tervezést a kezdetektől megtervezni, vagy egy olyan tervezőtől, aki a szövés megkezdése előtt" rajzfilmet" készít. Ha a díszek helyesen tagolódnak a sarkok körül, akkor a sarkokat "megoldottnak" vagy "békítettnek" nevezik. A falusi vagy nomád szőnyegekben, amelyeket általában részletes előzetes terv nélkül szőnek, a határok sarkai gyakran nincsenek megoldva. A takács ezután egy bizonyos szakaszban, például amikor az alsó vízszintes szegély elkészül, megszakítja a mintát, és újrakezdi a függőleges szegélyekkel. A sarokfelbontás elemzése segít megkülönböztetni a vidéki falusi vagy nomád szőnyegeket a műhelyszőnyegektől.

## Kisebb és összetett dizájn elemek

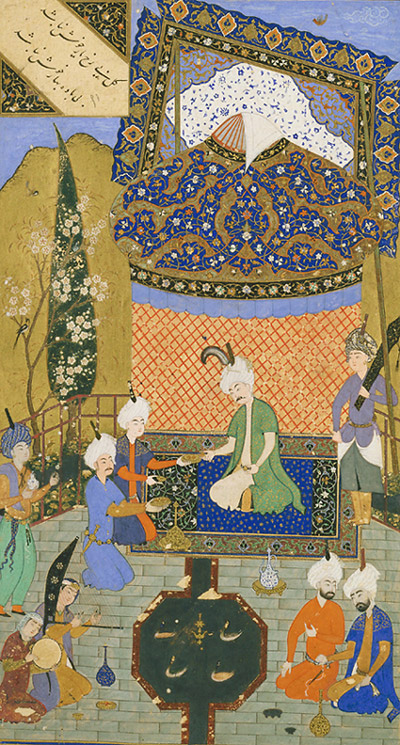
Heráti szőnyegminták egy 1500-as évek beli akvarelen

A mezőt, vagy annak szakaszait kisebb dizájnelemekkel is lefedhetjük. Az összbenyomás homogén lehet, bár maguk az elemek kialakítása rendkívül bonyolult is lehet. Az ismétlődő figurák közül a boteh-t az egész "szőnyegövben" használják. Boteh ábrázolható görbe vagy egyenes vonalú stílusban. A legkidolgozottabb boteh a Kerman szőnyegekben található. A Seraband, a Hamadan és a Fars szőnyegein néha a boteh mindenhol látható. További dizájnelemek közé tartoznak az ősi motívumok, mint az életfa, vagy a virágos és geometriai elemek, mint például a csillagok vagy a palmetták.

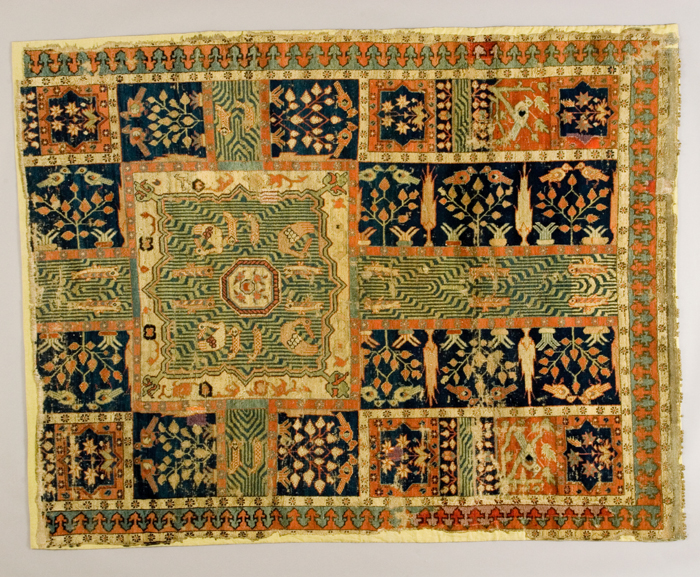
Iszfaháni kertes szőnyeg a 16-17. századból

Az egyedi tervezési elemek csoportokba is rendezhetők, összetettebb mintát alkotva:
- A Heráti minta – egy pasztilla, a sarkain virágos alakkal, amelyet lándzsa alakú levelek vesznek körül, amelyeket néha "halnak" neveznek. A "szőnyegöv" egészében Herati mintákat használnak; jellemzően a bidjar szőnyegek területén találhatók.

- A Mina Khani minta – sorban elhelyezett virágokból áll, amelyeket rombusz (gyakran ívelt) vagy körkörös vonalak kötnek össze. gyakran az egész területen. A Mina Khani dizájn gyakran látható a Varamin szőnyegeken.

- A Shah Abbasi dizájn – palmetták csoportjából áll. Shah Abbasi motívumok gyakran láthatók Kashan, Isfahan, Mashhad és Nain szőnyegekben.

- A Bid Majnūn dizájn – valójában szomorúfűz, ciprus, nyár és gyümölcsfák kombinációja egyenes vonalú formában. Eredetét a kurd törzseknek tulajdonították, mivel erre a legkorábbi ismert példák Bidjar területéről származnak.

- A Harshang vagy Crab dizájn – nevét a fő motívumáról kapta, amely egy nagy ovális motívum, amely rák alakot sugall. A minta az egész szőnyegövön megtalálható, de némileg hasonlít a szafavida-kori palmettára és a rák "karmaira".

Ezt a mintát először a perzsa Khorasan körzetben használták, és eredete végül az iszfaháni „be és ki” palmetta-tervezésből ered.
A Gol Henai kis ismétlődő minta a Henna növényről kapta a nevét, amelyre nem nagyon hasonlít. A növény inkább a kerti balzsamra hasonlít, és a nyugati szakirodalomban néha a vadgesztenye virágához hasonlítják.

## Osztályozás
A perzsa szőnyegeket legjobban szövőik társadalmi környezete alapján lehet osztályozni. A szőnyegeket a nomád törzsek egyidejűleg gyártották falvakban, városokban és udvarokban, otthoni használatra, helyi értékesítésre vagy exportra.

## Nomád, vagy törzsi szőnyegek

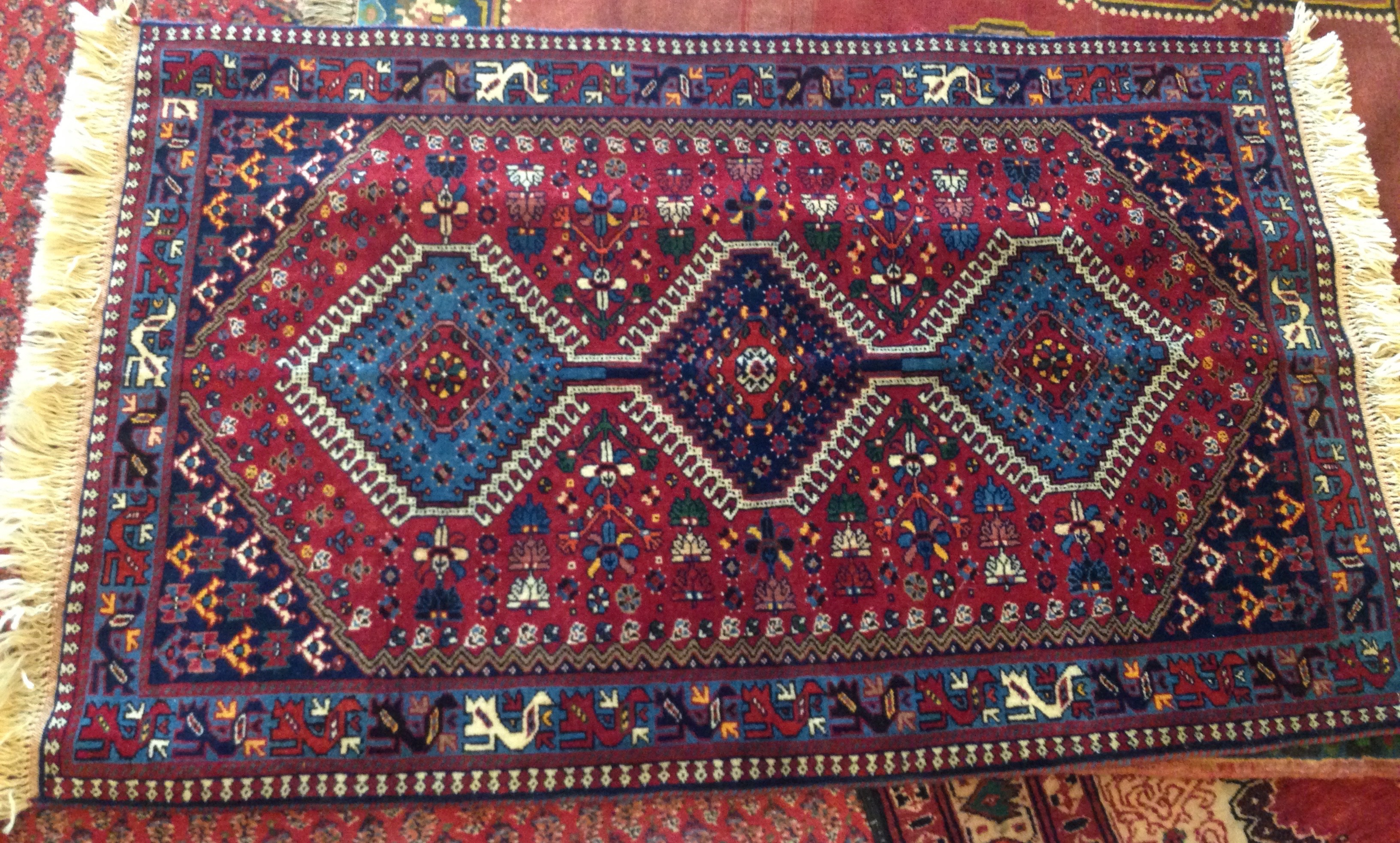
Nomád perzsaszőnyeg

A nomád vagy törzsi szőnyegeket különböző etnikai csoportok állítják elő, amelyeknek különböző története és hagyománya van. Mivel a nomád törzsek eredetileg főként saját használatra szőtték a szőnyegeket, terveik megtartották a törzsi hagyományok nagy részét. A huszadik század folyamán azonban a nomád életmódot ülőbbre változtatták vagy önként, vagy a Pahlavi-dinasztia utolsó perzsa császárainak kényszertelepülési politikája miatt. 1970-re megfigyelték, hogy a hagyományos szövés szinte megszűnt a nagyobb nomád törzsek körében, a hagyomány azonban az utóbbi években újjáéledt.

## A perzsa nomád szőnyegek jellemzői
Túlnyomó színeik a sárga, természetes vagy maró barna sötétkék, élénkvörös, erős sárga sötétkék, élénkvörös, erős sárga fényes, csillogó vörös, a kék különböző árnyalatai, alig sárga, sárgává változó zöld vörös, lazacvörös élénkkék.

## A kurdok
A kurdok egy etnikai csoport, amely többnyire délkeleti (Törökország), nyugati (Irán), északi (Irak) és északi (Szíria) szomszédos részein laknak. A kurdok nagy népessége és széles földrajzi elterjedése változatos termelést eredményez, amely a durva és naiv nomád szövésektől a legkifinomultabb városi szőnyegekig terjed. amelyek finom szövésűek, mint a Senneh vagy a nehéz szövet. A Senneh-hez hasonló finom szövésű szőnyegek, vagy az olyan nehéz szövetek, mint a Bijar szőnyegek, változatos termelést eredményeznek. Bár a kurd szőnyegek a perzsa szőnyeggyártás hagyományos részét képezik, külön figyelmet érdemelnek.

## Senneh szőnyeg

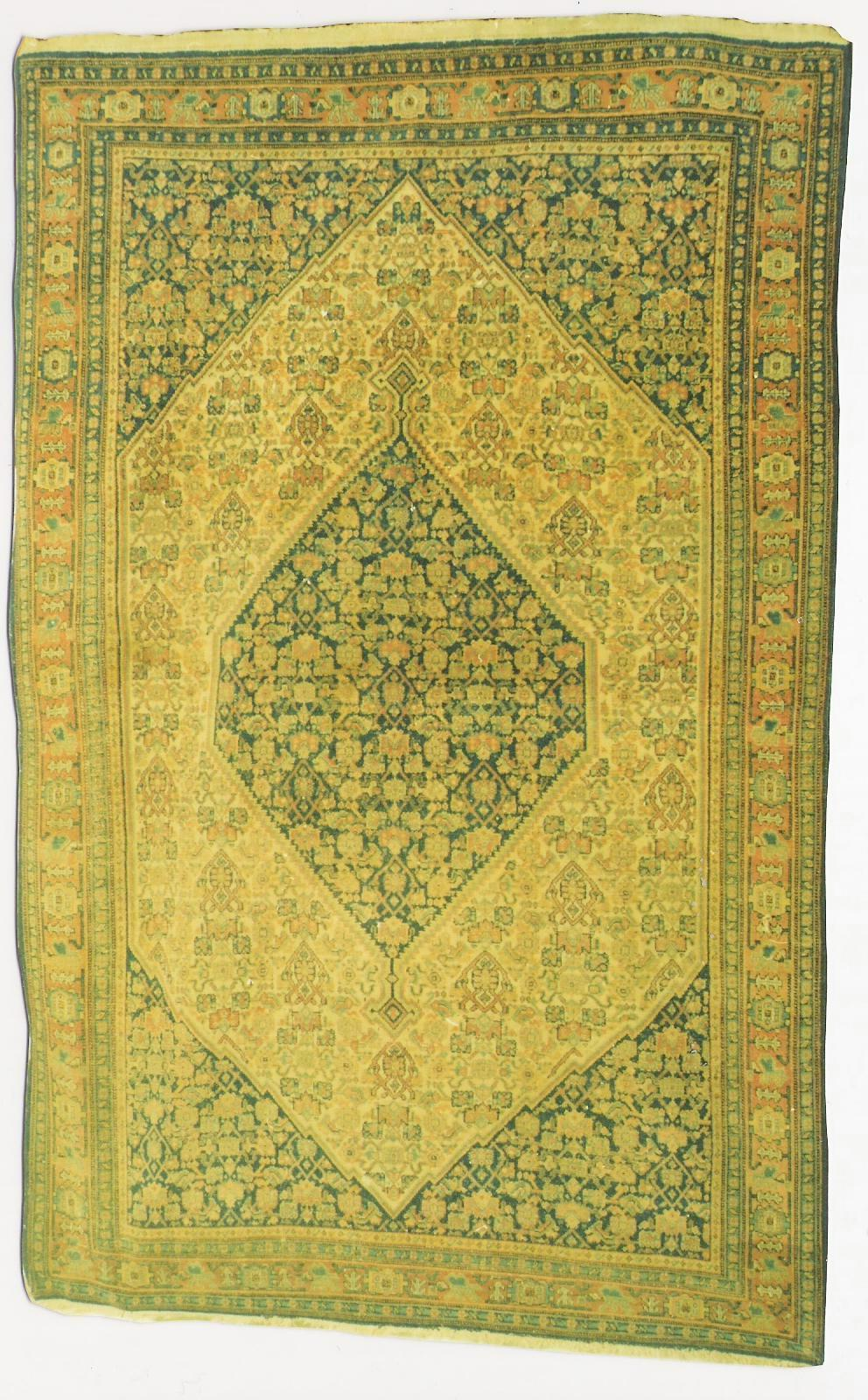
Antik Senneh szőnyeg a 19. századból

Szanandadzs város, korábban Szenneh, Irán Kurdisztán tartományának fővárosa. Az itt gyártott szőnyegek ma is ismertek, Iránban is, „Senneh” kereskedelmi néven. A legfinomabb szövésű perzsaszőnyegek közé tartoznak, akár 400 csomószámmal négyzethüvelykenként (6200/dm2). Szorosan nyírt, alapja pamut, az antik szőnyegekben selymet is használtak. Egyes finom szőnyegeken különböző színű selyemláncok vannak festve, amelyek különböző színű rojtokat hoznak létre, amelyek a szőnyegkereskedelemben „szivárványláncokként” ismertek. Leginkább kék színeket, vagy halvány vöröset használnak. Korábban a Herati minta volt a domináns minta, a pasztilla alakú középső medalionnal, amely szintén ismétlődő Herati mintákkal volt kitöltve, eltérő háttérszínen. Valósághűbb virágminták is láthatók, valószínűleg az Európába exportált szőnyegekben.

## Bidzsár szőnyeg

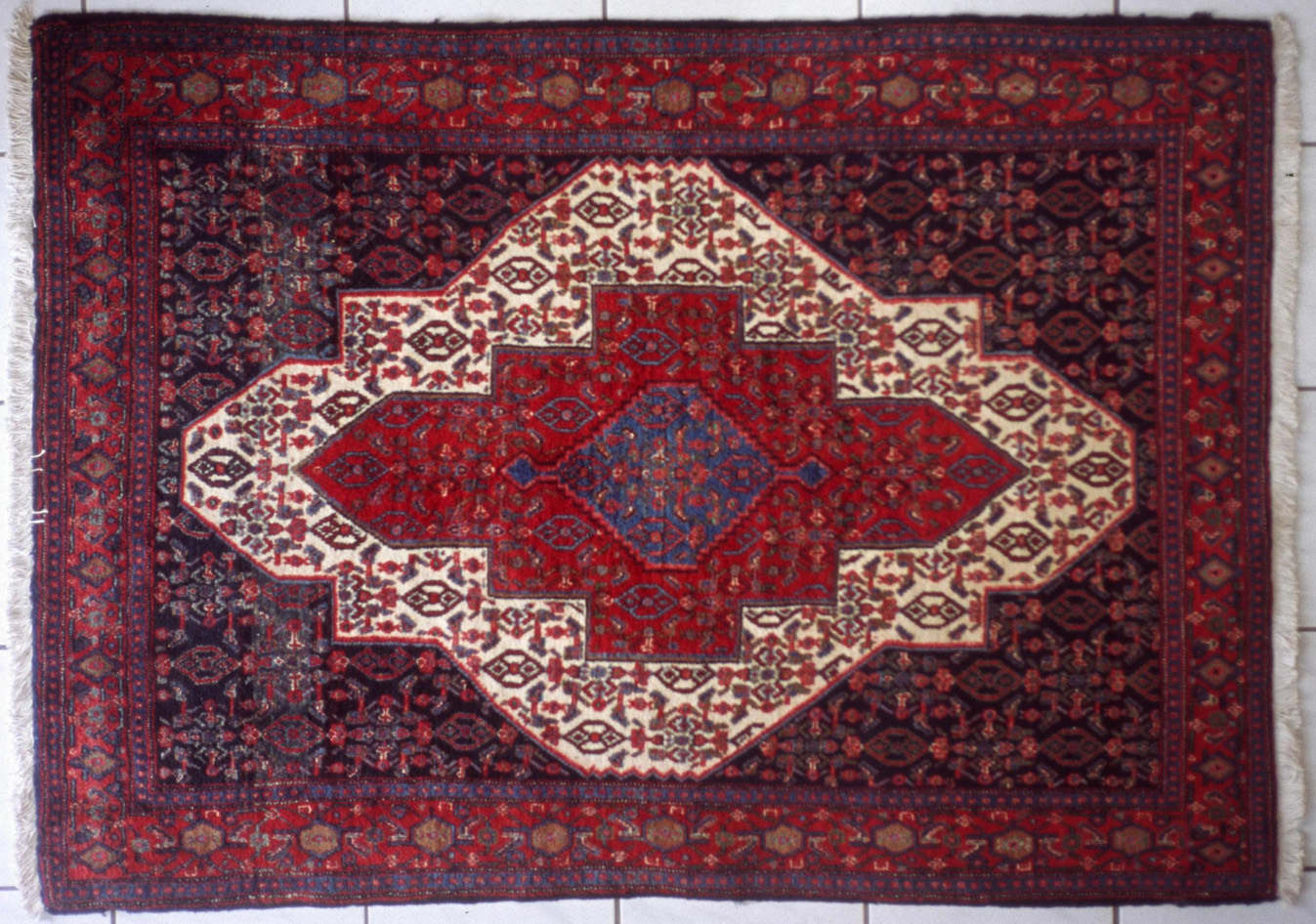
Szanandadzsi szőnyeg

Bidzsár (Bijar) városa körülbelül 80 kilométerrel északkeletre fekszik Szanandadzstól. Ez a két város és környező területei együtt a 18. század óta a szőnyeggyártás fő központja. A Bidzsárban és a környező falvakban szőtt szőnyegek változatosabb mintát mutatnak, mint a Senneh szőnyegek, ami a "városi" és a "falusi" bijszőnyegek megkülönböztetéséhez vezetett. A gyakran "Perzsia vasszőnyegeként" emlegetett szőnyeget az erősen tömött halom jellemzi, amelyet a "nedves szövésnek" nevezett speciális technikával, speciális szerszám segítségével állítanak elő. A láncfonalakat, vetüléket a szövési folyamat során folyamatosan nedvesen tartják. Amikor a kész szőnyeget hagyjuk megszáradni, a gyapjú kitágul, és az anyag tömörebbé válik. A szövetet tovább tömörítik erőteljes kalapálással szögszerű fémeszközökön, amelyeket a szövés során a láncok közé helyeznek. A váltakozó vetemek közepesen vagy mélyen benyomottak. A szövet további tömörítése különböző vastagságú vetülékek felhasználásával történik. Általában a három vetülék egyike jóval vastagabb, mint a többi. A csomók szimmetrikusak, sűrűségük 60-200/négyzethüvelyk (930–2100/dm2), ritkán még 400 (6200/dm2) felett is.
A Bidzsár szőnyegek színei kifinomultak, világos és sötétkék színűek, valamint telítettek a világosra, halvány madder vörösre. A minták hagyományosan perzsa, túlnyomórészt Herati, de Mina Khani, Harshang és egyszerű medalion formák is. A kialakítás gyakran egyenesebb, de a Bidzsár szőnyegek könnyebben felismerhetők sajátos, merev és nehéz szövésük alapján, mint bármely formatervezett. A Bijar szőnyegeket nem lehet összehajtani anélkül, hogy ne kockáztatná az alapozás károsodását. Különleges jellemzőjük a körvonalak hiánya is, különösen a kisebb minták esetében. A teljes méretű "sampler" szőnyegek, amelyeken csak a terep- és szegélymintákat, nem pedig egy teljesen kidolgozott szőnyegtervet mutatják, "vagireh"-nek nevezik a szőnyegkereskedők, és gyakran láthatók Bijar környékén. Az új Bidzsár szőnyegeket még mindig exportálják a területről, többnyire kevésbé kidolgozott Herati mintákkal és jó szintetikus festékekkel festve.

## Kurd falusi szőnyegek
Nyugati szempontból sok részletes információ nincs a kurd falusi szőnyegekről, valószínűleg azért, mert nem áll rendelkezésre elegendő információ az azonosításukhoz, mivel nyugaton kifejezetten soha nem gyűjtötték őket. A szőnyegek általában csak „északnyugati perzsa, valószínűleg kurd”-ként azonosíthatók. Mint általában a falusi és nomád szőnyegek esetében, a falusi szőnyegek alapja inkább gyapjú. A kurd báránygyapjú kiváló minőségű, és jól festhető. Így a „falusi termelés” jellegzetes jegyeivel rendelkező, kiváló minőségű gyapjúból készült, különösen finom színű szőnyeg a kurd termelésnek tulajdonítható, de ezek a tulajdonítások többnyire csak megalapozott találgatások maradnak. A gyakori szőnyegminták és minták széleskörű használata további nehézségeket okoz egy adott regionális vagy törzsi származás kijelölésében. Megfigyelték a környező területek regionális hagyományainak, például az anatóliai vagy északnyugati perzsa minták integrálásának tendenciáját, amelyek néha eltérő, szokatlan tervezési variációkat mutatnak, ami a szomszédos területekről származó kurd produkcióra utal. Emellett az északnyugat-perzsa városok, mint például Hamadán, Zandzsán használhattak „kurd” tervezési jellemzőket a múltban, de úgy tűnik, hogy a nagy perzsa kiállításokon bemutatott modern gyártás különböző tervekre összpontosít.

## Qashqai szőnyegek

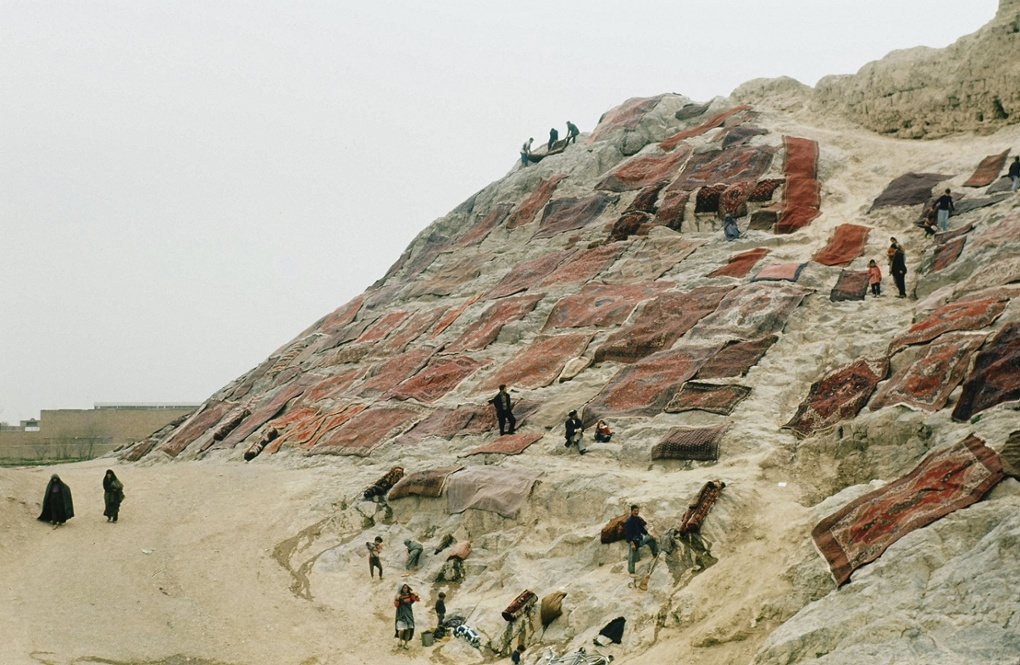
Az elkészült, kimosott szőnyegek szárítása

Qashqai népének korai története továbbra is homályos. Az azerbajdzsánihoz hasonló türk dialektusban beszélnek, és a tizenharmadik század folyamán feltehetően a mongol invázió hatására vándorolhattak át Fars tartományba északról. Karim Khan Zand kinevezte a Chahilu klán főnökét a Qashqai első il-kánjává. A legfontosabb altörzsek a Qashguli, Shishbuluki, Darashuri, Farsimadan és Amaleh. Gallanzan, Rahimi és Ikdir közepes minőségű szőnyegeket gyárt. A Safi Khani és Bulli altörzsek által szőtt szőnyegek a legjobb minőségű szőnyegek közé tartoznak. A szőnyegek mindegyike gyapjú, általában elefántcsont színű láncokkal, ami megkülönbözteti a Qashqait a Khamseh szőnyegektől. A Qashqai szőnyegek aszimmetrikus csomókat használnak, míg a Qashqai által szőtt Gabbeh szőnyegek gyakrabban használnak szimmetrikus csomókat. Az alternatív vetemek mélyen le vannak nyomva. A vetülékek természetes színűek vagy vörösre festettek. A szegélyeket különböző színű gyapjú borítja, "borbélyoszlop" mintát alkotva, néha gyapjúbojtokkal díszítve. A szőnyeg mindkét végén keskeny, csíkos, lapos szövésű kilimek vannak. A tizenkilencedik században Firuzabad városa körül már a tizenkilencedik században jöttek létre műhelyek. Az indiai szőnyegek millefleurs mintájára emlékeztető, ismétlődő boteh- és Herati-mintás szőnyegeket, medalionokat, valamint imaszőnyeg-mintákat szőttek ezekbe. A Herati dizájn időnként úgy tűnhet. A Qashqai lapos szövéséről, lapos szövésű nagyobb lapjairól (mafrash) és Gabbeh szőnyegeikről is ismert.

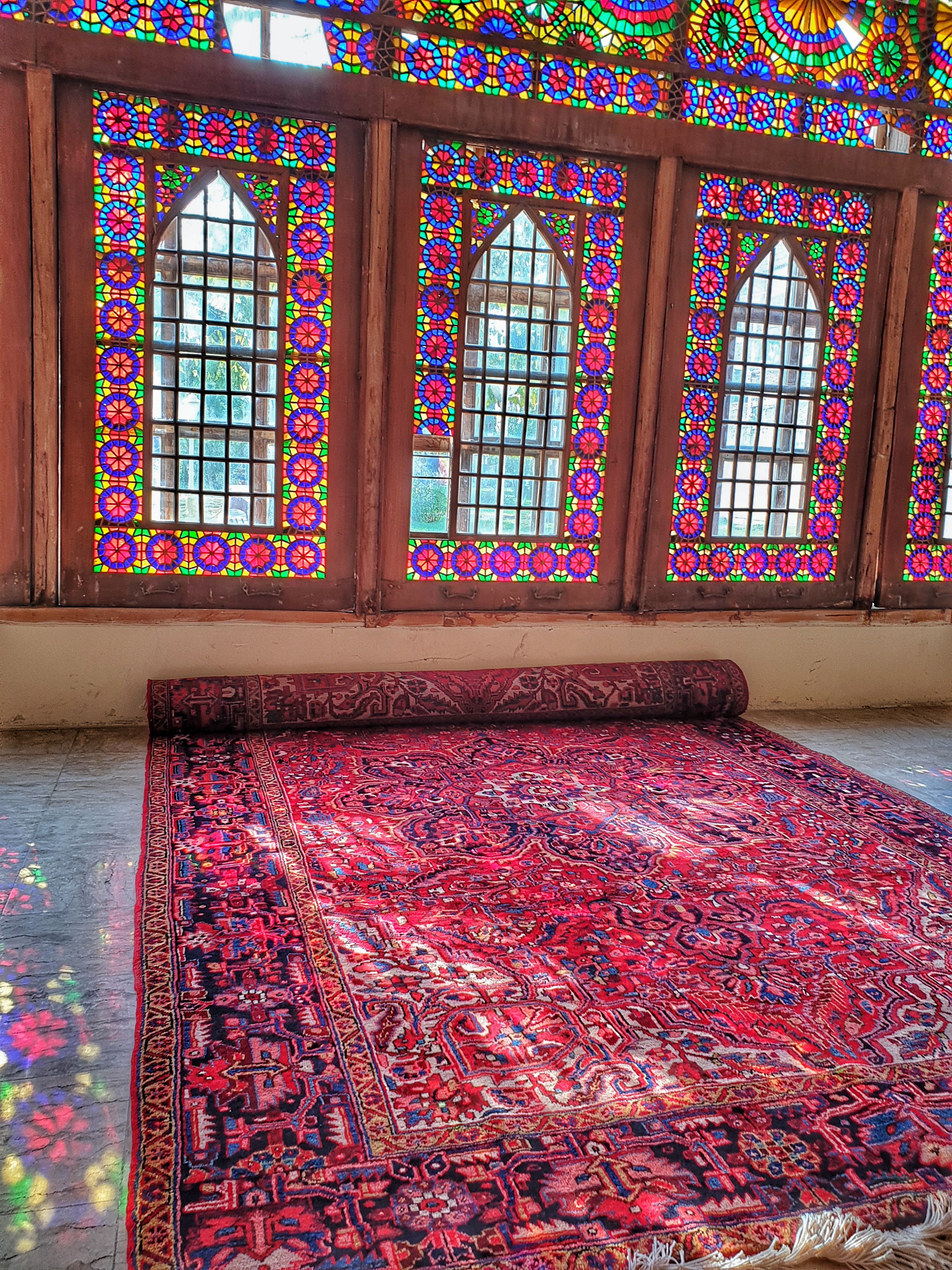
Ahar szőnyeg

- A Shishbuluki (szó szerint: "hat kerület") szőnyegeket a kis, középső, pasztilla alakú medalionok különböztetik meg, amelyeket kis figurák vesznek körül, amelyek a központból sugárzó, koncentrikus pasztillákba rendeződnek. A mező leggyakrabban piros, a részletek gyakran sárga vagy elefántcsont színűek.

- A darasuri szőnyegek hasonlóak a Shishbuluki szőnyegeihez, de nem olyan finom szövésűek.

A legtöbb Qashqai szőnyeget ma, mivel a huszadik században a valóban nomád életmódnak gyakorlatilag vége szakadt a falvakban szővik, függőleges szövőszékekkel, pamutfonatokkal vagy akár teljesen pamut alapozással. Különféle, a Qashqai-hagyományhoz kapcsolódó mintákat használnak, de ritkán lehet egy adott szőnyeget egy adott törzsi hagyománynak tulajdonítani. Számos mintáról, köztük a korábban valódi nomád formatervezési hagyományokat képviselő "Qashqai medálról" is bebizonyosodott, hogy városi gyártási eredetűek, és egy stilizációval beépültek a falusi falu hagyományokba.
A természetes festés újjáéledése nagy hatással volt a Qashqai szőnyeggyártására. Az 1990-es években Sirázban az olyan festőmesterek, mint Abbas Sayahi kezdeményezték, különösen a Gabbeh szőnyegekkel kapcsolatban keltettek nagy érdeklődést, amikor először bemutatták őket a Nagy Perzsa Kiállításon 1992-ben. Kezdetben otthoni használatra és helyi kereskedelemre szőtték, szimmetrikus csomókkal durván csomózva. a kezdetben látott színek többnyire a gyapjú természetes árnyalatai voltak. A természetes színek újjáéledésével a Fars tartományból származó Gabbeh hamarosan teljes színválasztékban készült. Kielégítették a primitív, naiv népművészet iránti nyugati igényeket, szemben a kidolgozott, kommercializált dizájnokkal, és nagy népszerűségre tettek szert. A mai kereskedelmi gyártásban a Gabbeh szőnyegminták egyszerűek maradnak, de hajlamosak modernebb kialakítást mutatni.

## A Basseri törzs szőnyege

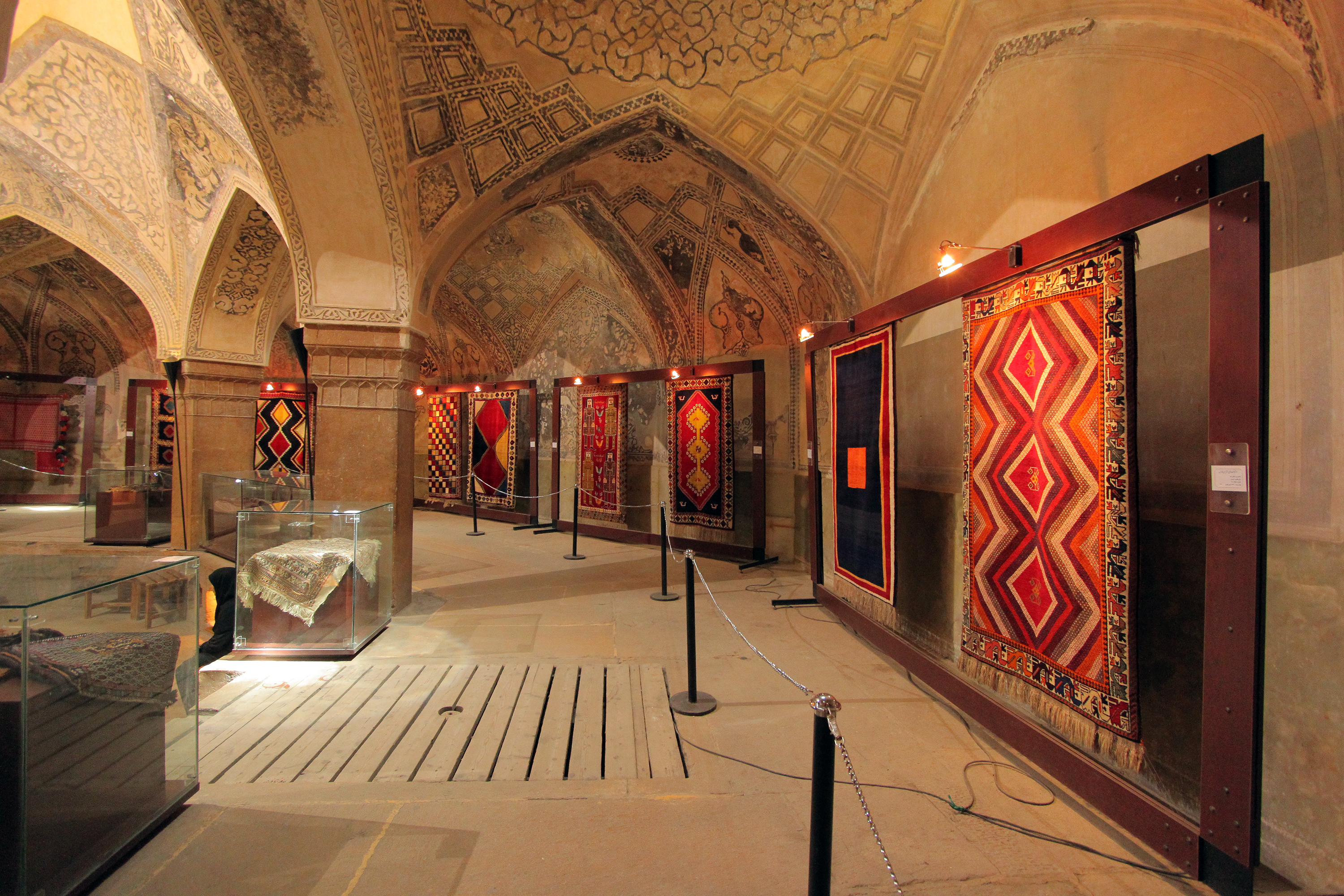
Sirázi szőnyegek

A Khamseh (szó szerint: "öt törzs") szövetséget a perzsa Qajar kormány hozta létre a 19. században, hogy versengjen a domináns Qashqai hatalommal. Öt arab, perzsa és török eredetű törzsi csoportot egyesítettek, köztük az arab, a basseri, a baharlu, ainalu és a nafar törzseket. Nehéz konkrét szőnyeggyártást tulajdonítani a Khamseh gyártásnak, és a "Khamseh" címkét gyakran használják kényelmi kifejezésként. A sötét gyapjú láncok és szegélyek az arab khamseh szőnyegekhez kapcsolódnak, a láncok ritkán nyomottak, a színvilág visszafogottabb. Pontosabban, stilizált madár ("murgh") minta gyakran látható a konföderációnak tulajdonított szőnyegeken, amelyek egymás után kis, pasztilla alakú medalionok köré rendeződnek. A Basseri szőnyegek aszimmetrikus csomózásúak, élénkebb színűek, nagyobb teret és kisebb díszítést és figurát tartalmaznak, narancssárga színnel. A Baharlu egy török nyelvű törzs, amely Darab környékén telepedett le, és kevés szőnyeg ismeretes erről a mezőgazdasági vidékről.

## Luri szőnyegek

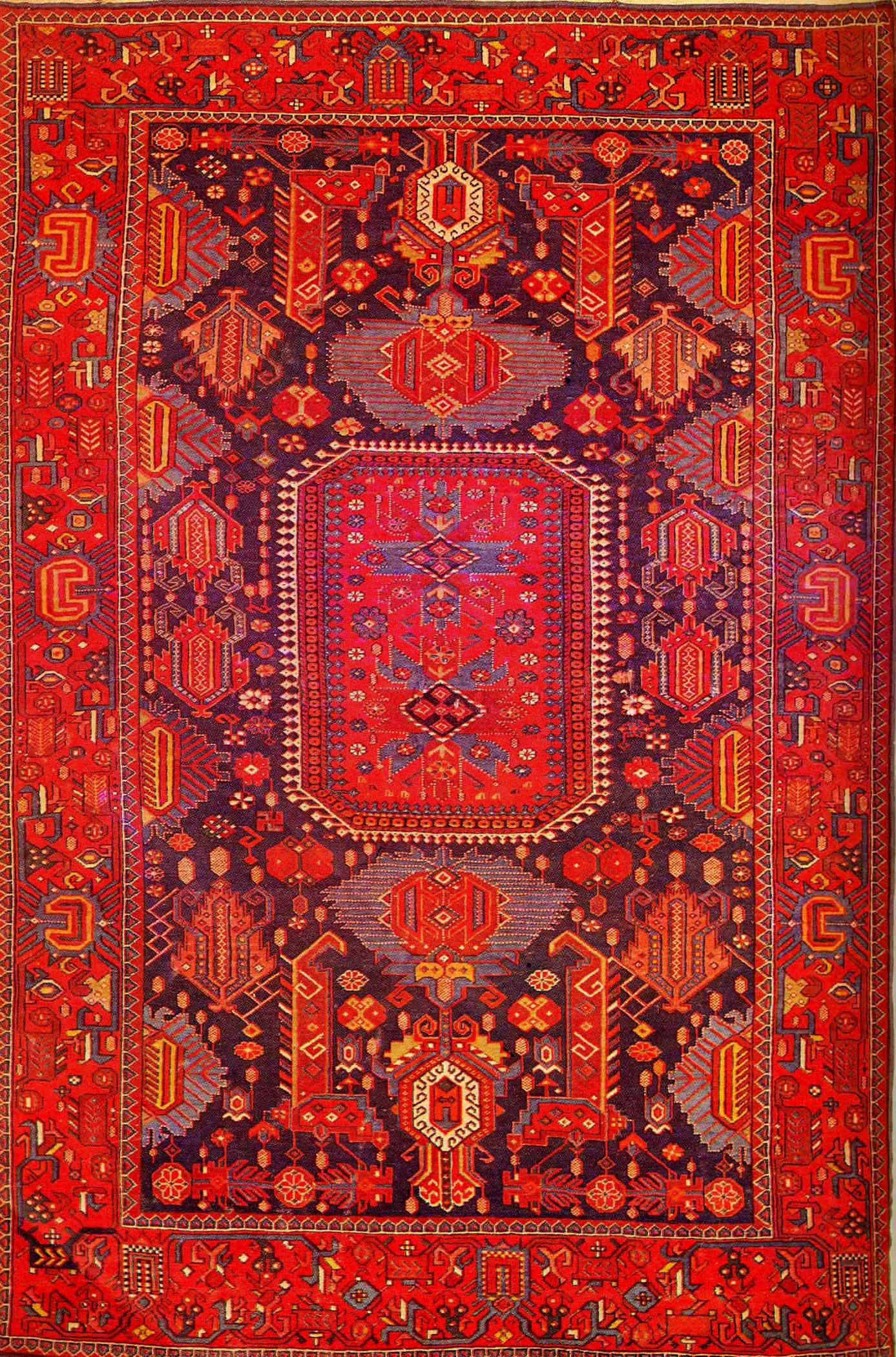
Azerbajdzsáni Gabala szőnyeg a 19. századból

A lurok főként Irán nyugati és délnyugati részén élnek. Indoeurópai eredetűek. Dialektusuk szoros rokonságban áll a bakhtiari nyelvjárással és a déli kurdok nyelvjárásával. Szőnyegeiket Shirazban forgalmazták. A szőnyegek sötét gyapjú alapozásúak, minden csomósor után két vetülék található. A csomók szimmetrikusak vagy aszimmetrikusak. Gyakran láthatók ismétlődő csillagok kis rekeszrajzai, vagy rombusz alakú medalionok, mindkét végén horgonyszerű horgokkal.

## Afshar szőnyegek
Az afshar nép egy török eredetű, félig nomád népcsoport, amely elsősorban a délkelet-iráni Kerman városát körülvevő hegyvidéki területeken él. Főleg futó formátumú szőnyegeket, táskákat és egyéb háztartási cikkeket gyártanak egyenes vagy görbe vonalú kialakítással, amelyeken a középső medálok és az allover minták láthatók. A színek világosak és halvány vörösek. A lapos szövésű végeken gyakran több keskeny csík látható.

## Beludzs szőnyegek
A beludzs nép Kelet-Iránban él. Kis formátumú szőnyegeket és különféle táskákat szőnek sötétvörös és kék színnel, gyakran sötétbarna és fehér színnel kombinálva, teveszőrt is használnak.

## Falusi szőnyegek

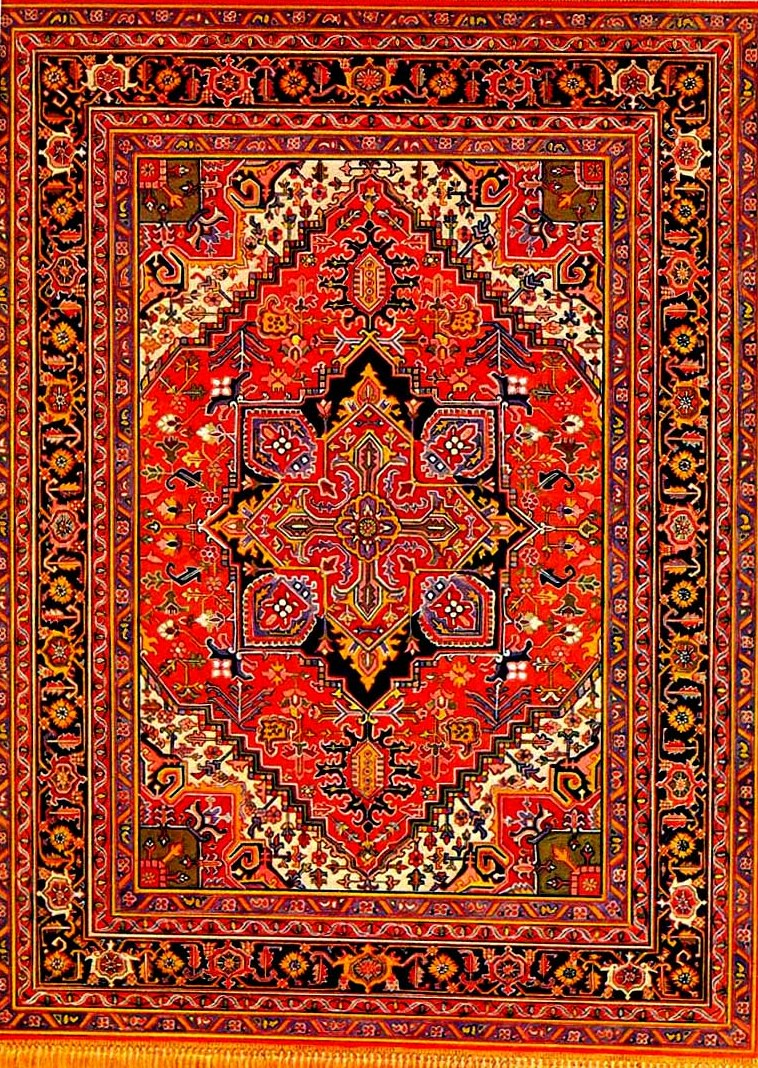
Heriz szőnyeg Tabrizból

A falvakban gyártott szőnyegeket általában egy regionális piacközpontba viszik, címkeként a piacközpont nevét viselik. Néha, mint a "Serapi" szőnyeg esetében, a falu neve egy különleges minőség címkéjeként szolgál. A falusi szőnyegek kevésbé kidolgozott, jobban stilizált mintáikról azonosíthatók.
A falusi szőnyegek inkább gyapjúból készültek, mint pamutból. Terveik nem olyan kidolgozottak és díszesek, mint a városi szőnyegek görbe vonalú mintái.
Egyszerű függőleges szövőszékeken a láncfonatok megfelelő feszességét a teljes szövési folyamat során nehéz fenntartani. Tehát a falusi szőnyegek végétől a végéig változó szélességűek, szabálytalan oldalaik vannak, és előfordulhat, hogy nem fekszenek teljesen laposan. A manufaktúra szőnyegekkel ellentétben a szegélyek és a rojtok kezelése igen változatos. A falusi szőnyegek kevésbé valószínű, hogy nyomott vetemedést mutatnak, mint a manufaktúra szőnyegek. A törzsi szőnyegekhez képest kevésbé használják a lapos szövött kilim végeket a szőnyeg végeinek befejezésére. A származási helyükre vonatkozóan rojtok és a végek kezelésének változatossága, valamint a szegélyek kezelésének módja ad támpontokat.

## Északnyugat-Irán

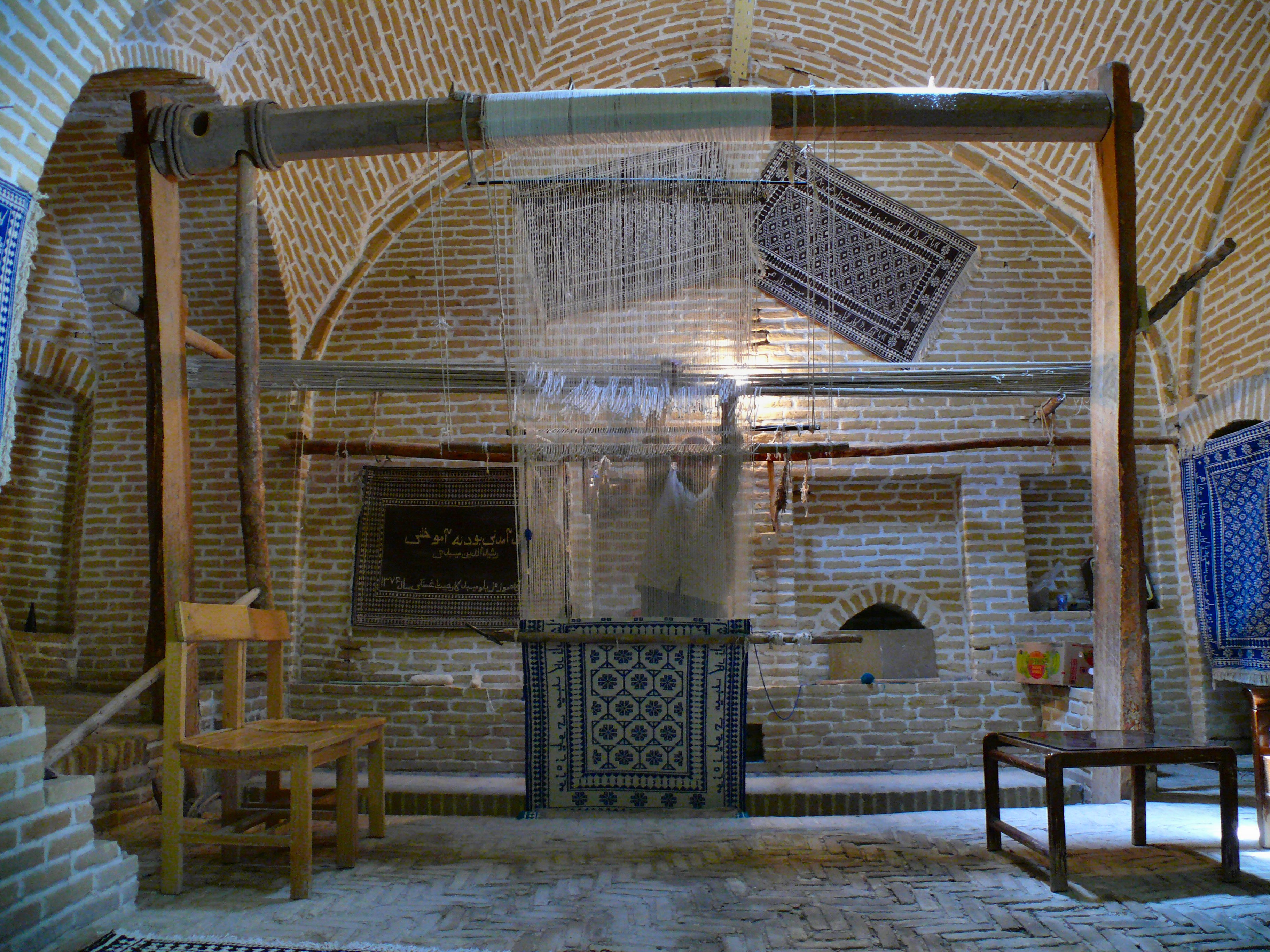
Szőnyegszövés függőleges szövőszéken Yazd környékéről

Tabriz Irán északnyugati részének piacközpontja. Az ezen a vidéken szőtt szőnyegeknél főként szimmetrikus csomót használnak. 
- Heriz főként a szobaméretű szőnyegek helyi gyártási központja. A lánc és a vetülék pamut, a szövés meglehetősen durva, jó minőségű gyapjúval. Kiemelkedő középső medaillonok gyakran láthatók fehérrel kiemelt egyenes vonalú körvonalakkal. A mező díszei merész, egyenes vonalúak, esetenként allover kivitelben. A jobb minőségű Heriz szőnyegek Serapi néven ismertek.

- Sarab faluban főleg futók készülnek, amelyeknek széles fő szegélyei teveszőrből vagy teveszőr színűre festett gyapjúból lehetnek. Nagy, egymással összefüggő medálok töltik be a mezőnyt. A többnyire egyenes vonalú, geometrikus és virágmintákat rózsaszínre, pirosra és kékre festik.

- Bakshaish szőnyegek pajzs alakú, nagy medaillonnal, kevésbé kidolgozott, lazacvörös és kék színű, egyenes vonalú mintákkal, Bakhshayesh falu nevével vannak ellátva.

- Karadja egymás után meghatározott négyzet- és nyolcszögletű medálokkal készít futókat.

## Nyugat-Irán

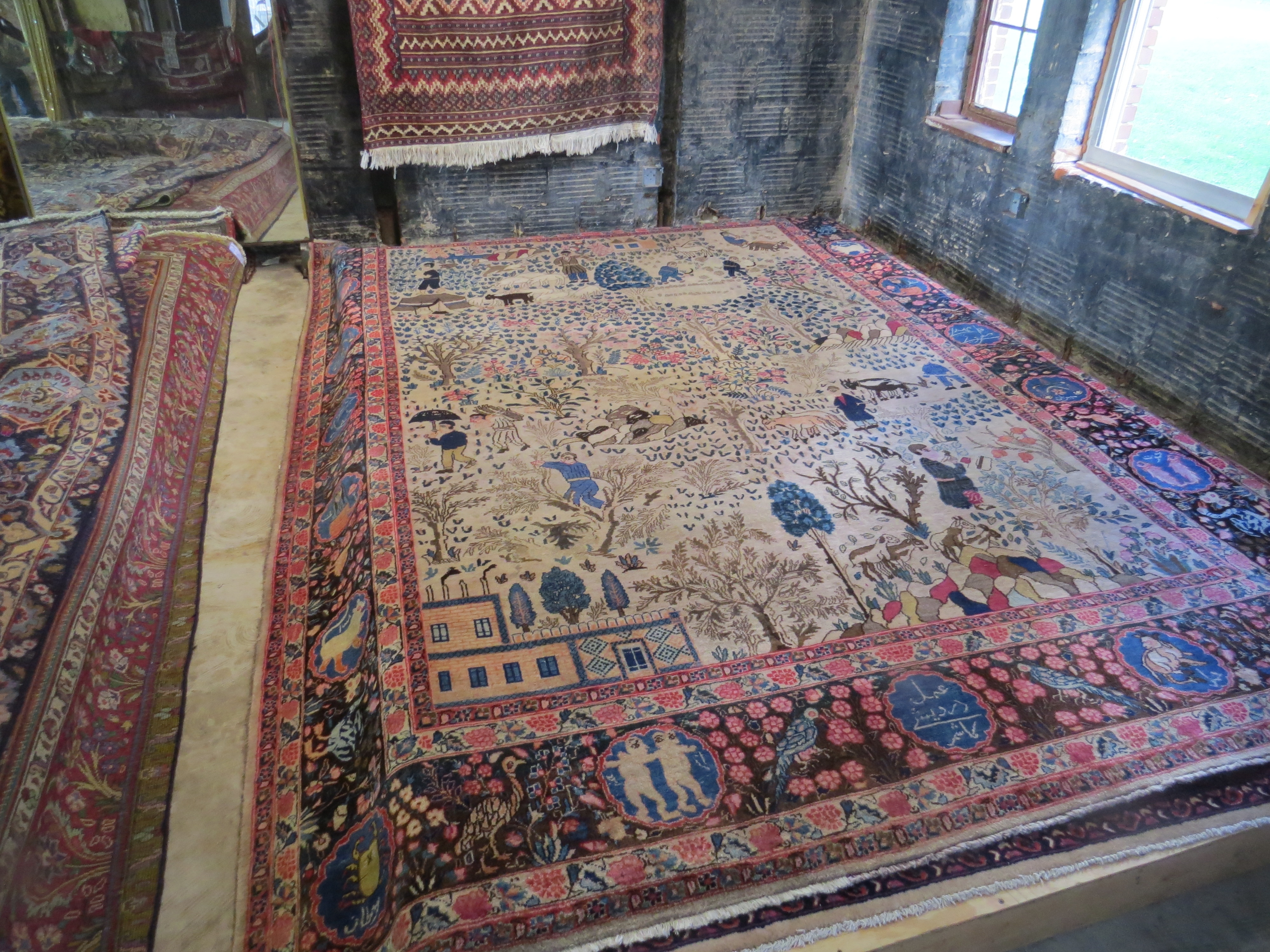
Perzsa népi mintájú szőnyeg łhoraszánból

Nyugaton a főbb termelési központok Hamadán, Saru Khan és a szomszédos város, Arák, Minudasht, más néven Lilihan és Seraband, Maslaghan, Malájer és Feraghan.
A maslaghani szőnyegek általában kicsik (120 × 180 cm), a láncok pamutból, a vetülék gyapjúból vagy pamutból készülnek. A nagyméretű medálon egy úgynevezett "karéjos Göl" látható, melynek színei éles ellentétben állnak a mezőnyel, kis szegéllyel. Malayer, Sarouk és Feraghan egymáshoz közel helyezkednek el. Az alapozáshoz pamutot használnak.
A malayer szőnyegeket az egyszálú vetülék és a szimmetrikus csomó használata különbözteti meg. Gyakoriak az allover és a medaillon minták, gyakran használják a boteh motívumot.
Az eredeti Sarouk dizájnt egy kerek csillag medál különböztette meg a környező medálokkal. A Sarouk szőnyeg hagyományos dizájnját a takácsok úgy módosították, hogy az elkülönült virágmotívumokat átterjesszék, majd a szőnyegekből vegyszeres mosással távolították el a nem kívánt színeket, és a halmot újra átfestették a kívántabb színekkel. A feraghan szőnyegek kevésbé finom szövésűek, mint a Saru Khan.